# 蝙蝠侠配角名单
蝙蝠侠故事的配角是出现在DC漫画出版的漫画书中围绕这主角蝙蝠侠的一群虚构人物。
自1939年蝙蝠侠的诞生，这个角色身边已经积累了很多拥有高辨识度的配角。蝙蝠侠的第一个配角是警察局长詹姆斯·戈登，他第一次出现在《侦探漫画》第27期(1939年5月)的蝙蝠侠故事中，也是蝙蝠侠在哥谭市警察局的盟友。迪克·格雷森，第一任罗宾，蝙蝠侠的搭档，在1940年春天于漫画中出场，阿尔弗雷德·潘尼沃斯，蝙蝠侠的管家，在1943年于漫画中出场，芭芭拉·戈登在1967年于漫画中出场。
“蝙蝠家族”是蝙蝠侠最亲密盟友的非正式称呼，通常是在哥谭市活动的蒙面义警。蝙蝠侠还与其他超级英雄形成了亲密的联系或紧密的工作关系，包括正义联盟成员超人，绿箭，扎塔娜和神奇女侠以及局外人团队的成员。此外还有詹森·巴德、哈罗德、奥尼克斯和玩具人都为他工作。
此外，蝙蝠侠也许拥有超级英雄漫画中最知名的反派们，有时被戏称为蝙蝠侠的“粉丝团”，其中包括小丑，企鹅和双面等。

## 蝙蝠家族
“蝙蝠家族”是蝙蝠侠最亲密盟友的非正式称呼，通常是经过蝙蝠侠训练的盟友或在他默许下在哥谭市活动的蒙面义警。
这个团队由在哥谭市运作并且在为实现共同目标而共同努力的志同道合的超级英雄们组成。蝙蝠侠通常是队长，在某些情况下，会派遣别人担当。团队的各个成员通常相互交流，甚至在各自的漫画系列中互相帮助破案。尽管有些成员偶尔会对蝙蝠侠闯入他们的生活表示不满，但都尊重他是超级英雄界的传奇人物，很少敢于挑战蝙蝠侠的权威。由于多年来他们与黑暗骑士紧密的合作，大多数成员也与蝙蝠侠有着密切的关系，并认为他是一位亲密的朋友和盟友，并承认他最想分享这种情绪，无论他看上去多么厌恶真正去展现它。在2002年的布鲁斯·韦恩被指控谋杀的故事情节中，蝙蝠侠的朋友聚集在一起证明他的无辜。从蝙蝠侠的历史中也可以看出，这个关系网是蝙蝠侠所失去的家庭的代替，让他不至于迷失在他那残忍的义警角色中。

### 目前的成员(DC重生)
- 蝙蝠侠(布鲁斯·韦恩)——蝙蝠家族的领袖和“族长”，布鲁斯·韦恩在他幼年见证了他父母被残忍的谋杀，在这种创伤的驱使下和他利用父母遗留给他的庞大财富环游世界并学习与犯罪斗争所需的技能。最近，韦恩向公众透露，他多年来一直秘密资助蝙蝠侠的活动(没有承认他是蝙蝠侠)，将使用一个新的团队，蝙蝠侠群英会，把蝙蝠侠的使命推向全球。DC宇宙，蝙蝠侠被视为法外之徒，但归功于他的正义联盟成员的身份他仍拥有较好的声誉。另外，蝙蝠侠被普遍认为是“世界上最伟大的侦探”，他拥有卓越的洞察力，批判性的思维和问题解决的能力。
- 阿尔弗雷德·潘尼沃斯——韦恩家族的管家和韦恩家族成员心中的的长者。阿尔弗雷德在布鲁斯·韦恩的父母被杀后抚养他长大，把布鲁斯当成自己的儿子一样，他也把布鲁斯的养子们（罗宾）当作自己的孙子。
- 夜翼(理查德·约翰·"迪克"·格雷森)——布鲁斯·韦恩的被监护人和后来的养子。一个被布鲁斯收养的孤儿，成为了蝙蝠侠的第一个助手，第一个罗宾。曾继承过蝙蝠侠的身份，他也是DC宇宙最伟大的杂技演员和英雄团队领袖(他带领过少年泰坦)，他能做到了他的导师做不到的事。成年后，他选择了放弃罗宾的身份成为夜翼，并担任哥谭南部的姐妹城市布鲁海文的保护者。在布鲁斯暂时缺席时，迪克暂时担任过一段时间蝙蝠侠。在新52格雷森回归夜翼的身份。在大事件邪恶永恒中，夜翼的秘密身份被犯罪集团向公众公开，在蝙蝠侠的帮助下所以他选择假死，之后一段时间蝙蝠侠是唯一一个知道他还活着的人，他加入了秘密间谍组织”旋中谍“代号特工37号，在DC宇宙重生后他回归夜翼的身份。
- 红罗宾(蒂姆·德雷克)——凭自己调查出了蝙蝠侠与夜翼的真实身份。在杰森·托德死后想要帮助蝙蝠侠，后成为了他的帮手。后他的家人受到威胁，参加了证人保护计划，他成为布鲁斯·韦恩的养子，成为第三任罗宾，后来离开蝙蝠侠独立行动后称为“红罗宾”。新52中蒂姆承担了罗宾的职责但选择了红罗宾的称号以示对死去的杰森·托德的尊重。后来他离开哥谭市，成為少年泰坦的領導者。
- 蝙蝠女孩(芭芭拉·戈登)——哥谭市警察局长詹姆斯·戈登的女儿。芭芭拉在罗宾第一次出现后不久开始成为蝙蝠女孩。她被小丑射伤至半身不遂后，她成为神谕，DC宇宙信息代理人，后建立了一个由女性英雄组成的组织猛禽小队。闪点重启后，芭芭拉的神谕经历被缩短;经过了神经植入手术后，芭芭拉再次开始作为蝙蝠女孩，虽然创伤后应激障碍和愤怒问题使她的攻击愈发凶狠。
- 红头罩(杰森·托德)——最初设定中杰森也是杂技表演家族中的成员，由于亲人被罪犯所杀，他辗转被布鲁斯所收养。迪克把自己的罗宾服送给他，他才真正成为第二代罗宾。1985年后漫画历史重启，他被设定成一个黑发的流浪儿，在偷蝙蝠车轮胎时被蝙蝠侠逮住并收留了他。蝙蝠侠认为杰森有成为反犯罪斗士的潜力，如果放任他不管，也容易误入歧途，所以决定把杰森训练成新罗宾。曾经遭到小丑的虐杀。杰森最终复活了，原因有点复杂：平行世界的至尊小超人打碎了“现实之墙”，导致一部分现实被改变，包括杰森。后被拉斯·阿勒古尔发现并回收，在塔莉亚的协助下复活，并逐渐恢复记忆回到哥谭市并报复蝙蝠侠，以哥谭市曾经出现一时的神秘反派─红头罩作为秘密活动的身份，以非法手段统领哥谭市多数黑帮。新52重启后，改为由塔莉亚通过拉萨路池复活杰森，与军火库、星火组成法外者，现在队友为异魔和阿尔忒弥斯。
- 罗宾(达米安·韦恩)——布鲁斯·韦恩与塔里亚的儿子。达米安从小在刺客联盟被他的母亲训练，直到他来到哥谭并开始与韦恩家族共同生活。迪克·格雷森担任蝙蝠侠后，他选择达米安作为新的罗宾。达米安在布鲁斯回归蝙蝠侠身份后继续担任罗宾。在新52《蝙蝠侠群英会》中，达米安被他自己的克隆人杀死。达米安后来被蝙蝠侠利用混沌碎片在天启星上复活。
- 王牌（蝙蝠犬）——1955年，超人系列将超狗氪普托引入的几个月后，蝙蝠侠故事中加入了蝙蝠犬王牌，王牌是一条德国牧羊犬，蝙蝠侠在它的脑袋上罩着黑色面具，他在各种情况下帮助蝙蝠侠和罗宾。之后在摩登时代的漫画中描述了他陪伴着哈罗德，很少在情节推动中发挥作用。在《未来蝙蝠侠》中王牌最为布鲁斯的护卫犬和伙伴出场(王牌在这部动画中是一条黑色丹麦猎犬)，它在2005年的动画《超狗氪普托》中也有出场。他也作为蝙蝠侠的搭档出现在动画《蝙蝠侠:英勇与无畏》中。在新52的蝙蝠侠和罗宾中，布鲁斯为达米安收养了一条大丹犬。它的名字是提多。达米安起初不喜欢狗，但最终还是黏上了它。布鲁斯和达米安用王牌作为这条狗的昵称。
- 蝙蝠女侠(凯特·凯恩)——哥谭凯恩家族的继承人，作为西点军校学员时被开除军籍，后成为超级英雄蝙蝠女侠，凯特凯恩在《无限危机》后的连载《52》中第一次出场。在2006 - 2007的连载《52》中，她与夜翼并肩作战。2009年在布鲁斯·韦恩死，蝙蝠女侠在《侦探漫画》中曾短暂担任主角，这段连载也促使了新52系列的《蝙蝠女侠》的推出。
- 猫女(赛琳娜·凯尔)——蝙蝠侠最初的对手之一。在以后的岁月中，她成为了他的爱人和高谭市东区的保护者。大事件《无限危机》一年后，她退休了(霍莉·罗宾逊接替她成为猫女)，并生下了一个女婴名叫海伦娜。蝙蝠侠请她出山并渗透到亚马逊。在一系列针对她的的女儿的绑架后，猫女将她的女儿送给别人收养。在新52中的塞琳娜是一位23岁的小偷与蝙蝠侠处在一个暧昧的关系。虽然她是不被认为是一个真正的蝙蝠侠团队的成员，但她一直在各种各样的任务中帮助蝙蝠侠和他的盟友们。DC重生后正在准备与蝙蝠侠成婚。
- 乱局者(斯蒂芬妮·布朗)——反派线索大师的女儿，后成为一个年轻的超级英雄。她是蒂姆·德雷克的女友。蒂姆不在担当罗宾后，斯蒂芬妮成为新的罗宾，但很快就因为违抗蝙蝠侠的命令而被开除了。之后她再次穿上旧装备，做回乱局者。在《战争游戏》中黑面具抓住她并将她残忍虐杀。后来证实，莱斯利·汤普金斯医生伪造她的死，为了给哥谭市的年轻人一个警告，故意捏造了斯蒂芬妮的死亡。她再次成为乱局者，与蝙蝠侠并肩作战。当卡珊德拉·该隐放弃蝙蝠女孩身份后，斯蒂芬妮变成了新的蝙蝠女孩。重启后她在新52的《蝙蝠侠：不朽传奇》中再次成为乱局者;在被她的父亲线索大师追捕后被迫采用这个身份。
- 青鸟(哈珀·罗)——一个年轻的、朋克的的高谭市电气工程师，因为蝙蝠侠曾保护过她和她哥哥所以想在蝙蝠侠痛苦时帮助蝙蝠侠。
- 朱莉娅·潘尼沃斯——阿尔弗雷德的女儿，一名英国特种侦察团成员，在她的父亲被缄默攻击后，她发现了蝙蝠侠的秘密并代替阿尔弗雷德为蝙蝠侠提供支援。
- 孤儿(卡珊德拉·该隐/韦恩)——一名武术天才是刺客大卫·该隐和西瓦夫人的女儿。蝙蝠侠和神谕曾训练她成为下一任蝙蝠女孩。放弃蝙蝠女孩的身份后，她一度成为刺客联盟的领袖。之后的故事揭露，卡珊德拉的犯罪行为是因为丧钟的洗脑。她已经被布鲁斯·韦恩收养为养女。在《蝙蝠侠：安息》事件后，卡珊德拉由于挫折感放弃了蝙蝠女孩的身份，并把蝙蝠女孩的身份交予了她亲密好友斯蒂芬妮·布朗。布鲁斯·韦恩归来之后，卡珊德拉的醒悟是一个伪装，而且她愿意移交蝙蝠女孩的身份给斯蒂芬妮是蝙蝠侠的要求，在他发生死亡或失踪的事件后可以让斯蒂芬妮成长为一个英雄。蒂姆·德雷克和她一直有固定联系。她现在是黑蝙蝠，蝙蝠侠群英会在香港的代表。她在《蝙蝠侠：哥谭大门》中回到哥谭市帮助阻止建筑师摧毁这座城市。新52中她在2015的《蝙蝠侠与罗宾：不朽传奇》中初次出场，她继承了她父亲的别名，孤儿。
- 泥面人(罗勒·卡洛)——之前一直作为蝙蝠侠的反派，被蝙蝠女侠邀请加入她和蝙蝠侠在《侦探漫画》中组建的团队。蒂姆·德雷克为罗勒发明了一种装置，允许他长时间的保持人类形态，可以作为一个人过上正常的生活，然后可以切换回泥面打击犯罪。在《侦探漫画》第973期，泥面人被蝙蝠女侠杀害。
- 信号(杜克·托马斯)——蝙蝠侠最新在训练的搭档。 他的父母在《终局》中被小丑释放的病毒导致精神失常后，他开始为蝙蝠侠工作。
- 蝠翼(卢克·福克斯)——最新一任的蝠翼和韦恩集团总裁卢修斯·福克斯的儿子。他最近加入蝙蝠侠在《侦探漫画》中组建的团队。现已放弃蝠翼身份。
- 未来蝙蝠侠(特里·麦金尼斯)——未来的蝙蝠侠，本是动画宇宙中的角色，自《末日未来》后加入主世界。
- 死亡天使(尚-保罗·范雷)——阿兹雷尔是圣杜马教团的基因改造刺客，他曾在被贝恩重害蝙蝠侠时取代布鲁斯成为蝙蝠侠。范雷击败了贝恩，但越来越偏执和暴力。康复的蝙蝠侠只好重新披上披风出面制止并将其击败。范雷回到死亡天使的身份，并试图重拾蝙蝠侠的信任。多年后，他回归担任“蝙蝠代理人”，直到他的死亡。因为他的尸体也没有找到，一直有人猜测他是否真的死了，不过之后在《至黑之夜》中确认死亡。尚-保罗·范雷在新52的《蝙蝠侠与罗宾：不朽传奇》出场，DC重生后加入蝙蝠侠在《侦探漫画》中组建的团队。
- 哈罗德·奥纳特——哈罗德是蝙蝠侠的助手，为蝙蝠侠提供技术支持，开发些小道具。哈罗德后来被缄默杀害。重启后哈罗德没有出现在新52中，但之后在DC重生中出场。

#### 蝙蝠侠群英会
- 日本蝙蝠侠(治次郎)——之前担任第二任未详君，现任东京蝙蝠侠作为蝙蝠侠群英会的一员
- 逐夜者(比拉·艾塞拉)——蝙蝠侠群英会在巴黎的代表成员，一名逊尼派穆斯林和专家级跑酷者。
- 埃尔高卓(圣地亚哥·瓦格斯)——被蝙蝠侠所启发成为了阿根廷的著名犯罪斗士，前英雄俱乐部的成员，现在是蝙蝠侠群英会成员。
- 骑士(贝丽尔·哈钦森)——原名侍从，骑士的助手，在西里尔死后继承了骑士的位置。
- 罩(乔治十字勋章)-特立独行的英国政府特别代理，现在是蝙蝠侠群英会。
- 黑暗游侠(约翰尼·赖利)——在第一个游侠去世后，他的前助手，侦察兵成为了新黑暗游侠。现在是蝙蝠侠群英会的一员。他似乎是澳洲原住民的后裔。
- 蝙蝠翼战斗机(大卫·泽维本)——蝙蝠侠群英会在中非刚果提纳沙的代表。曾是一名儿童士兵，他现在是一名警察。
- 蝠翼(卢克·福克斯)——最新一任的蝠翼和韦恩集团总裁卢修斯·福克斯的儿子。
- 局外人——蝙蝠侠发现他需要组织一支队伍，专门用来执行一些“传统”的英雄们不愿意染指的灰色任务。通过各种操作，蝙蝠侠组织了团队并作为其领导人，直到他在《最终危机》后死亡。在他去世后，他命令阿尔弗雷德组建和维护一支新的局外人队伍，试图通过各个成员的能力配合取代蝙蝠侠的地位。在蝙蝠侠群英会，蝙蝠侠建立了一个新的局外人队伍，它为蝙蝠侠群英会执行黑色行动。货运车、俏佳人、元素人、武士刀和光晕加入团队，红罗宾成为新的领导人。新的团队并没有持续太久，因为在《蝙蝠侠群英会：利维坦突击队》除了红罗宾外的所有成员死在死亡之主制造的爆炸中。在新52蝙蝠侠群英会系列再度活跃起来。
- 利爪(凯尔文·罗斯)——猫头鹰法庭的前任利爪，违背了法庭的命令，并从法院逃跑。他是一个世界级的逃脱艺术家和一个训练有素的杀手。他被贝恩杀死，但法庭复活了他并增强了他的力量。罗斯在新52中拥有自己的系列。本系列的最后一期罗斯加入了蝙蝠侠群英会。

#### 在未来五年后(未来末日)
- 蝙蝠女孩(卡珊德拉·该隐)——卡珊德拉首次在新52担任蝙蝠女孩，在未来五年后，在那里她是由”黑色野兽“芭芭拉·戈登领导的蝙蝠女孩联盟的成员。此外，有一个穿着类似黑蝙蝠的衣服的年轻女人，出现作为蝙蝠侠群英会的一员。
- 蝙蝠女孩(蒂芙尼·福克斯)——卢修斯·福克斯的最小的女儿。在未来五年后，蒂芙尼加入了蝙蝠女孩联盟。
- 罗宾(杜克·托马斯)——未来五年后，杜克已经成为蝙蝠侠身旁的新罗宾。

### 已故成员
- 俄耳甫斯(加文·金)——俄耳甫斯是一个神秘组织的成员，那个组织为他提供了与犯罪斗争所需的设备和培训。后来他成在蝙蝠侠的手下工作并将自己伪装成一名犯罪头目，但后来被黑面具杀死。加文没有出现在新52中所以他可能仍然被认定是死亡了。
- 死人(波士顿·布兰德)——波士顿·布兰德被刺客联盟的一员杀死，之后复活并要求蝙蝠侠帮助他解决他的谋杀。杀手背后的组织被曝光后，两人共同将其打败。在新52中死人成为了黑暗正义联盟的成员。
- 骑士(西里尔·希德瑞克)——最初的骑士珀西瓦尔·希德瑞克在第二次世界大战期间是光辉骑士的助手侍从。他成年后成为了骑士，他的儿子，西里尔成为了新的侍从并在之后与蝙蝠侠并肩作战过。珀西瓦尔去世后，西里尔成为了新的骑士并选择了贝丽尔·哈钦森作为他的新侍从。他加入了蝙蝠侠群英会后被利维坦的党羽杀死。

### 地位不清

#### 新52
- 猛禽小队——一群由神谕组织在哥谭打击犯罪秘密英雄。著名成员包括黑金丝雀，黑鹰夫人，女猎手等等。“闪点”后，团队以黑金丝雀为领袖重启，成员有椋鸟，毒藤女，武士刀，蝙蝠女孩等。由于黑金丝雀和蝙蝠女孩的离开在《猛禽小队》第三辑第34期后团队解散。
- 不适者(夏洛蒂·盖奇-拉德克利夫)——首次亮相时为朦胧的身影，身穿自己仿制的芭芭拉·戈登的经典蝙蝠女孩制服，制服逼真到足以在晚上被误认为是真的蝙蝠女孩。 经芭芭拉劝说后她同意放弃蝙蝠女孩的身份，但没有放弃她的英雄活动并使用了新代号不适者。 新52中夏洛特有出场客串。
- 死亡天使(迈克尔·华盛顿·莱恩)——在《蝙蝠侠的三个幽灵》中出场，由西蒙赫特博士所创造的三个蝙蝠侠的模仿者之一，之后成为了新的死亡天使，他身着塔利亚原本给蝙蝠侠准备的装甲 。在新52中，迈克尔离开了蝙蝠侠的组织，他选择了隔离自己并日常祷告作为对自己在拉斯·阿勒古尔和赫特博士手下成为犯罪工具的悔改，他相信自己在天启中扮演着重要角色。
- 人蝠(科特・朗斯通)——科特是哥谭一位专业研究蝙蝠的科学家。他正在逐渐失去听力，为此他研制了一种血清，希望能够治疗自己。科特在变身后可以保留一定的智能，这使得他偶尔会做些好事。他最近被视为犯罪打击网络的一部分。在新52中，罪犯"帝企鹅"伊格内修斯·奥格尔维在哥谭市里散布人蝠病毒，要将所有人变成怪物。而蝙蝠女侠护送科特和他妻子弗朗辛前往蝙蝠侠处研制解药。科特表示人蝠血清的本意是治疗耳聋，他将血清注入自己体内，从而产生了抗体，这抗体拯救了哥谭，但科特自己却因为副作用而变成了人蝠。
- 女猎人(海伦娜·韦恩)——在20世纪60年代初建立的另一个宇宙作为黄金时代故事发生的世界，海伦娜是那个世界的蝙蝠侠和猫女的女儿。作为一个年轻的女孩，她惊讶地得知她的父亲是蝙蝠侠，她母亲则是猫女，被她当作哥哥的迪克·格雷森则是罗宾。在成为“女猎手”后，海伦娜还与另一位新的超级女英雄神力女孩建立了友谊，后者也是JSA（正义会社，她父亲的老队伍）和无限群英会的成员。在闪点重启后的地球2时间线中，海伦娜是布鲁斯和赛琳娜·凯尔-韦恩的女儿。她也是她父亲蝙蝠侠的唯一一任罗宾。天启大军企图入侵地球2期间，她的父母先后死去，并且她与地球2的超级少女在意外中被传送到主地球。新52的《世界最佳拍档》中描述了海伦娜和卡拉是如何抵达主世界以及他们在到达后尝试返回地球2的努力。在主世界的地球上，海伦娜使用了几个假名来保持秘密，避免访问哥谭市。之后，她遇见了主世界的罗宾，达米安·韦恩，他也是蝙蝠侠的亲生孩子，后来她也遇到了主世界的蝙蝠侠，她发现这里的蝙蝠侠根本不像她的父亲。在“世界末日”故事线中，海伦娜和卡拉找到了回到地球2的方式，回到那里后她与她以为早已死去的祖父托马斯·韦恩联合，托马斯·韦恩接任了蝙蝠侠的身份。
- 鹰火(贝蒂·凯恩)——一名自信的，拥有一头金发的少女，身份是一名职业网球选手，贝蒂·凯恩成为初代蝙蝠女孩是为了追求初代罗宾，迪克格雷森。《无限地球危机》后成为火鸟，后成为她的表姐蝙蝠女侠凯特·凯恩的学徒。在新52，贝蒂已经成为蝙蝠女侠的搭档。

#### 新52前
- 蝙蝠仔——一个来自五维空间的拥有改变现实能力的生物，多出现在早期连载中，自称蝙蝠侠的“头号粉丝”。 在黑手套的故事线中展现出他其实是蝙蝠侠幻想的产物，蝙蝠侠为了在心理崩溃期间出现。在此期间，蝙蝠仔将想象力称为第五维，并将自己描述为“理性之声的最后残留的回声”。蝙蝠仔在新52拥有一个6期的独立短连载。
- 爬行者(杰克·赖德)——一个哥谭的电视记者，失去了他的工作后成为一名保安人员，后在他与暴民发生的冲突中受到重伤差点死去，赖德被一个科学家拯救了并让他变成爬行者。在早期故事中，他会经常与蝙蝠侠合作，甚至加入了局外人。在新52中爬行者是安德烈布里格的联合国批准的正义联盟的候选人，但爬行者并未加入该组织。杰克·赖德在重启后的故事在《魅影陌客》第7期中得到了解释，在杰克辞去了他在摩根·艾奇网络脱口秀的主持人的工作后，在酒馆遇到了魅影陌客，莱德最终在一个怪物攻击大都会时被杀。后来在《武士刀》第3期中武士刀的剑是被杀手鳄破坏，爬行者的灵魂得以释放。它显示武士刀的武器“狩魂”被用来杀害和监禁爬行者的灵魂。之后的几期中，爬行者的灵魂与杰克·赖德的尸体结合。爬行者利用杰克的身体制造混乱，在他完成后再把杰克·赖德留在犯罪现场，这样杰克就可以第一时间报道新闻。
- 霍莉·罗宾逊——曾经是妓女，后来由野猫泰德·格兰特和猫女赛琳娜·凯尔训练的，在赛琳娜的女儿出生后短暂成为新猫女。在最终危机倒计时中是主要角色之一。在此系列中她接受亚马逊人的训练，是慈祥奶奶获得新的复仇女神的计划一部分。在此故事的结局，她和朋友哈莉·奎恩重返哥谭继续犯罪生涯，后来在她帮助塞琳娜盗取汤米·艾略特的财富后分到了自己的一份后，霍莉决定开始新的生活。重启后霍莉在DC重生中为了复仇杀死了237个恐怖分子后，化名凯瑟琳·安·特利逃离了哥谭。
- 褴褛人(罗里·里根)——一个同样因为复仇而诞生在哥谭的义警，褴褛人穿着一套有特殊功能的破布似的服装。褴褛人没有在新52中出现。
- 蝙蝠牛——蝙蝠家族的成员。只是一头普通的肉牛，达米安·韦恩在调查一家屠宰场时不忍见它被杀，便将其带回家中饲养起来。这也让罗宾成为一个素食主义者。它由格兰特·莫里森和克里斯·伯纳姆在《蝙蝠侠群英会》第二辑中所创作。
- 术士之女(达拉·艾奎斯塔又名劳拉·费尔)——是哥谭市黑手党领袖之一亨利·艾奎斯塔的女儿，与三代罗宾蒂姆·德雷克是同学。黑帮战争中，罗宾虽然从一次袭击中救出了达拉，但最终达拉还是在避难所中弹身亡。达拉的死亡对其父亲亨利是很大的打击，亨利带着达拉的尸体到处寻求复活的办法，最终还是强尼术士用魔法复活了达拉，代价却是亨利一命换一命。复活的达拉成为术士之女，拥有很强的魔法力量。成为术士之女后，达拉回归哥谭，找到了蒂姆，她告诉蒂姆自己的新名字是劳拉·费尔，正试图根据约翰尼的命令杀死罗宾。最终，她与罗宾并肩作战，并在之后加入影契小队。她没有在新52后出现。
- 西蒙·达克——一个活跃在哥谭的神秘义警。西蒙·达克是由一位医学天才和黑暗邪教组织用儿童尸体拼接而成的。西蒙没有出现在新52中。
- 代理人(温蒂·哈里斯)——她是一个超级恶棍的女儿，但她与她的兄弟都加入了少年泰坦，再一次袭击中温蒂瘫痪了。她作为神谕的助手，协助新蝙蝠女。然而，她与其他蝙蝠家族成员的关系还不清楚。危机前，温迪是侦探哈维·哈里斯的侄女，一个布鲁斯·韦恩年轻时的导师。温蒂没有出现在新52中。
- 猫少女(卡翠娜·法尔科尼)——她是猫女的助手。卡翠娜练是一名逃脱术大师，她曾被出她叔叔马里奥·法尔科尼绑在铁链关在一个盒子中沉入水中，但她仍然顺利逃脱。卡翠娜从猫女“不可解脱的死结”中逃脱，两人结下了友谊。卡翠娜没有出现在新52中。
- 猞猁——最初与哥谭的恶棍结盟，猞猁后来开始与英雄们并肩作战。 在与红罗宾共同作战之后，红罗宾开始相信猞猁是自己人。猞猁没有出现在新52中。

### 前成员(新52前)
- 女猎手(海伦娜·贝蒂内利)——一个黑手党家族的女儿，在小时候其他家人被枪杀。她拒绝了加入黑手党家族，并开始在哥谭市作为一位反英雄巡逻。她也是猛禽小队的初始成员之一。而她与蝙蝠侠的联系一直较为薄弱，但她还是赢得了蝙蝠侠的尊重。在闪点重启后，故事中海伦娜·贝蒂内利已经死了一段时间，而新52的女猎手是海伦娜·韦恩。在后来的故事中迪克·格雷森发现，贝蒂内利伪造了她的死亡，成为了间谍组织旋中谍的成员。格雷森连载结束后，贝蒂内利离开了旋中谍并接替了女猎手的名号，从DC重生开始她又回到了重启前的状态加入了猛禽小队。
- 塔莉娅·阿勒古尔——是拉斯·阿勒古尔的女儿，达米安·韦恩的母亲。由于厌恶父亲的所作所为，塔莉娅于是在暗中帮助已成为蝙蝠侠的布鲁斯。随着达米安逐渐认可父亲行侠仗义的举动，感到自己被抛弃的塔莉娅开始产生怨恨，于是组建了利维坦开始和布鲁斯所组织的蝙蝠侠群英会作对。出乎塔莉娅意料，她所创造的达米安克隆体最终杀死了达米安，在丧子的悲伤之下蝙蝠侠对她以及她所创造的克隆体充满了怨恨。在蝙蝠侠群英会的最后一期塔莉娅被凯西·凯恩杀死。
- 哈维·丹特——前地方检察官，曾与蝙蝠侠共同打击黑帮，后来在法庭上遭到黑帮分子泼硫酸报复，半张脸毁容后成为反派被称为双面人。在托马斯·艾略特的面部重建手术后，他被认为被治愈了。蝙蝠侠请求丹特在他离开的一年期间与罗宾一起照看哥谭市。丹特主持正义的风格比蝙蝠侠更加残酷。 在蝙蝠侠回到哥谭之后，一系列针对蝙蝠侠的仇敌的谋杀发生了，线索指向了丹特。当面对蝙蝠侠，丹特引爆了他的公寓。这一切的压力与混乱使双面人再一次失控，他通过手术刀和酸液再次将自己毁容。在新52，在《蝙蝠侠和罗宾》第28期结局暗示丹特开枪自杀了。
- 贝恩——他出生在加勒比海圣普利斯卡共和国的监狱之中，单看外形貌似是一个单纯依靠药物提供蛮力的反派，但其实是一个智勇双全的角色，曾将蝙蝠侠脊背打断。后被蝙蝠侠打败，在后来的剧情中处于亦正亦邪摇摆不定的状态。在新52中，贝恩正式回到蝙蝠侠的反派队列中。
- 谜语人(爱德华·尼格玛)——一个自恋狂，自认为自己是世界上最聪明的人。他通过犯罪来炫耀自己的智力优势。在被蝙蝠侠从智力上打败后开始缠上蝙蝠侠，不断地针对蝙蝠侠制造各种智力型犯罪。曾经帮助过蝙蝠侠。新52中，谜语人是蝙蝠侠最初遇到的几个反派之一。
- 死亡射手(弗洛伊德·劳顿)——刚开始是以犯罪克星的姿态出现在哥谭，后来被揭露他是想要成为哥谭黑道霸主。一名雇佣兵和职业杀手，被誉为世界上最致命的射手和地球上枪法最准的人，是秘密六人组和自杀小队的成员。在新52，长期担任自杀小队的核心成员。
- 猫人(托马斯·布莱克)——他以模仿猫女开始了他的犯罪生涯并成为了蝙蝠侠的敌人。在后来的故事中他看似放弃犯罪并退休了。作为秘密六人组的成员，布莱克似乎有试着去做好事，但却被他暴力的动物般的本能所困扰。 在新52中托马斯重新成为他作为秘密六人组的成员。
- 夏延·弗雷蒙特——一名成功的服装设计师，是两个超能力者的女儿。她的父母因为展现出超能力而不得不背井离乡，所以她并不愿意使用她的能力。与迪克·格雷森交往后互相发现了秘密，在迪克遇到麻烦后她制作了一件类似于夜翼的服装，并使用她的力量帮助夜翼在皮尔斯兄弟中拯救杰森·托德，然而夏延不准备做一名英雄。夏延没有出现在新52中。
- 萨沙·波尔多——布鲁斯·韦恩的前保镖。萨沙曾发现布鲁斯的真实身份，并爱上了布鲁斯。后来加入了国际特工组织“将棋会”。 在成为半OMAC机械人后，她在该组织中拥有了黑女王的头衔。 萨沙没有出现在新52中。
- 缟玛瑙(奥尼克斯·亚当斯)——前刺客联盟成员，后退出。受蝙蝠侠要求成为俄耳甫斯的保护者。 在俄耳甫斯去世后，她接替他的位置。奥尼克斯和卡珊德拉·该隐之间建立了一种联系。无限危机的事件后，她在《猛禽小队》中出场。在新52，缟玛瑙是拳头宗族的首领，局外人的成员。他们后来解散，但当机会出现团聚。他们的一些数量继续加入蝙蝠侠。
- 国际英雄俱乐部——一个国际性的英雄组合，主要由受蝙蝠侠启发的那些英雄组成。 他们在黑手套事件后解散，但他们中的一些人之后加入了蝙蝠侠群英会。
- 猎人——蝙蝠侠的三个不同伙伴的称号。

- - 保罗·柯克是一个二战期间的蒙面人，理事会的基因改造将他变成一名刺客。当柯克得知理事会把他的克隆体作为他们的士兵，他与忍者大师浅野新渡户和国际刑警组织探员克里斯汀·圣克莱尔联手摧毁理事会并杀死他的复制体。在他死亡前柯克让蝙蝠侠加入这个任务。保罗和他的克隆体没有出现在新52中。
  - 马克·肖是猎人的一个人类卧底，后来成为反派星皇，以私掠者的身份渗透入正义联盟。经过一段时间的监禁后，他在自杀小队的服役中抹去了他的犯罪纪录。之后，他再次以猎人的名字出任赏金猎人，与神谕合作主要在纽约活动。在新52中，马克·肖出现在邪恶永恒的故事情节中，成为一名美国警官，他被派去寻找”豹女“芭芭拉·密涅瓦。他被称为美国司法部“最佳猎手之一”。
  - 凯特·斯宾塞是幻影夫人的女儿，继承了猎人的称号，后来加入了猛禽小队。她后来成为哥谭市的地区检察官。凯特没有出现在新52中。

- 杰森·布拉德——在亚瑟王时代，大法师默林将恶魔封印在濒死的骑士体内，骑士获得了永恒的生命。他可以通过咒语解除体内恶魔的封印，从而获得强大的力量。当正义联盟被困在过去，蝙蝠侠应急招募了一个新的队伍，其中就包括杰森。在新52中，他的过去和起源基本上没有改变。
- 尼姆罗德猎人(迪恩·亨特)——他被陷害而成为犯罪。他从监狱中逃脱，并在蝙蝠侠的帮助下试图洗清自己的罪名。 在新52中，新故事中显示名字是马克西姆·扎罗夫，他是一名可以使用传送技术的高技能猎手，并且是反超人军队的成员或同伙。

## 哥谭市警察局
GCPD即哥谭市警察局曾拥有自己的短连载《蝙蝠侠:哥谭警局》和《哥谭重案组》，他们尽量在蝙蝠侠不参与的情况下调查各种不寻常的犯罪行为。2006年，《哥谭重案组》在结束了共40期的连载。
- 詹姆斯·“吉姆”·戈登是哥谭市的警察局长，哥谭警局中最重要的成员。伴随蝙蝠侠故事出现的第一个配角，与蝙蝠侠同时在《侦探漫画》第27期中亮相，戈登也伴随着整个蝙蝠侠故事发展而共同成长。蝙蝠侠在工作上与他保持着密切的联系(尽管是秘密和非官方的)。像其他人物一样，戈登多年来也发生了很大的变化。特别值得注意的是，在连载故事初期，戈登并没有和蝙蝠侠结盟，而是处于对抗关系。然而，他与布鲁斯·韦恩是亲密朋友。在《蝙蝠侠:第一年》中，戈登被描绘为少数诚实，不腐败的高谭警察之一。在《无主之地》期间，布鲁斯想向他坦白自己的真实身份，但吉姆拒绝查看，并暗示他可能早已知道。吉姆在无主之地后几个月退休，但在一年后故事线中回归警局。

哥谭市警察局的其他一些在蝙蝠侠身边扮演重要角色的成员。
- 哈维·布洛克原本是腐败的市长汉密尔顿·希尔安插到戈登局长身边的内奸，负责暗中破坏戈登的行动。可是良心未泯的他在一次暗中妨碍导致戈登心脏病发时最终醒悟了过来，并转而协助戈登。无限地球危机之后哈维·布洛克的设定被改一名哥谭资深警官，但他看起来邋遢散漫，且负面传闻不断，同事之间谣传他收受黑道贿赂。戈登在和他实际相处过后发现哈维是一名正直的警察，只是行为粗暴，之后两人便常一起联手办案。

- 芮妮·蒙托亚，在上世纪90年代在《蝙蝠侠：动画系列》中出现，后逆输出至漫画。当她的搭档克里斯普斯·艾伦遇害并且凶手成功逃脱罪责后，她选择了离开了哥谭警局，除此之外，她也不愿意因为性取向被取笑。之后，她成为了周刊连载《52》中的主要角色之一。芮妮最终接过了问者的身份，偶尔会与蝙蝠女侠凯恩·凯特并肩作战，她与凯恩之间的恋情也长期处于分分合合的状态。在新52，芮妮最初出现是在哥谭警局的荣誉墙上。她第一此正式登场是在《侦探漫画》第41期中。

- 克里斯普斯·艾伦是一个四十多岁的资深警察调任到哥谭市后与警探蕾妮·蒙托亚搭档，任职于在哥谭市警察局的重案组。艾伦有一个贤淑的妻子和两个十几岁的儿子，当他陷入危机时，他把家庭看的比工作和他人的安全更重要。艾伦认为蝙蝠侠是必要之恶，但不想与他打交道，而只是容忍他的存在。当他们偶尔交流时他会说出他对蝙蝠侠的看法，尤其是在布莱恩·阿扎雷洛的《破碎之城》故事线中。艾伦是一位不可知论者，尽管他的家人有虔诚的信仰，但他怀疑上帝的存在。

- 杰森·巴德新52重启前，他最设定为私家侦探，在《面对面》的故事线中为蝙蝠侠工作，后来在哥谭帮派战争中为罗宾工作。新52后他在《蝙蝠侠：不朽传奇》出场，他是个底特律警察，后受雇于吉姆·戈登加入哥谭重案组。在戈登被捕的乱局中他帮助蝙蝠侠从腐败的新警察局长杰克·福布斯所设下的陷阱中逃脱。在最后才发现他其实是缄默的人。

## 其他DC超级英雄盟友
蝙蝠侠经常与美国正义联盟中的其他DC超级英雄进行互动。 然而，少数人在蝙蝠侠故事中拥有明显的核心地位：
- 超人(克拉克·肯特/卡尔-艾尔）——作为两个最早的超级英雄，蝙蝠侠和超人经常出现在彼此的连载中，常常突出义警和合法的打击犯罪之间的区别。 在早期的联动中，蝙蝠侠与超人通常被描绘成好朋友，他们高兴地互相帮助以对付那些难以单独处理的敌人。
  - 在摩登时代，他们的友谊被中有更多的分歧，但仍然互相尊重。在短连载《钢铁之躯》中，蝙蝠侠和超人重启后第一次相遇，超人听说哥谭的蝙蝠侠行事凶残，前去调查，蝙蝠侠早有准备，宣称自己装备了特殊力场，一旦超人过于靠近，炸弹就会自动引爆，伤及无辜人士。超人被这一作风震撼，虽然他不认同蝙蝠侠的手段，但也不再反对蝙蝠侠在哥谭的巡逻。超人飞回大都会，蝙蝠侠感叹，超人是一个了不起的人，“也许，在另种情况下，他可能成为自己的朋友。”
  - 自那以后，他们多次合作，互相告知对方的真实身份，认识到他们的目标本质上是一致的，尽管他们之间的关系偶尔会变得紧张，但却一直是亲密的战友和朋友。超人将莱克斯·卢瑟制造的氪石戒指交给蝙蝠侠，以防自己堕落后能作为对抗自己的武器。因为这种原因，蝙蝠侠和超人经常被描绘成是一枚硬币的两面，表现在他们所处的环境和打击犯罪时截然不同的风格。超人成为英雄，是因为他是一个完美的理想主义者，而蝙蝠侠成为英雄则是受到童年悲剧和过去的困扰的激励。无论如何，在蝙蝠侠使用戒指防止了被精神控制的超人的行为之后，超人告诉蝙蝠侠他知道他“把戒指给了正确的人。”蝙蝠侠与他握手，并说到：“为朋友两肋插刀。”

- 绿箭(奥利弗·奎恩)——最初他的角色受到蝙蝠侠非常大的影响。他有一个年轻的助手，快手，很像罗宾，以及一个绿箭洞、绿箭车，绿箭飞机，类似于蝙蝠侠的装备。大部分这些噱头都在20世纪70年代被去除，当时蝙蝠侠和绿箭都被改造成了更严肃的角色。蝙蝠侠和绿箭一直是合作伙伴，尤其是在20世纪70年代，当时蝙蝠侠的组队刊《英勇与无畏》是除了《JLA》连载之外的少数几个可以找到翡翠射手的地方之一。和超人一样，蝙蝠侠和绿箭之间的早期合作非常友好，但是他们的关系在更近代的故事中有些变得紧张起来。蝙蝠侠和绿箭的互动在20世纪80年代经常被用来表现不同的行事风格和政治哲学观点的对立。奎恩和蝙蝠侠的关系因为大事件《身份危机》的中发生的记忆抹除事件而参与进一步紧张，尽管奎恩投票反对光博士和蝙蝠侠博士的记忆清除。今天，绿箭常被描绘成少数愿意直接与蝙蝠侠对立的超级英雄之一。
- 扎坦娜(扎坦娜·扎塔拉)——一个强大的女巫，舞台魔术师，前美国正义联盟的成员。她的父亲，格瓦尼·约翰·扎塔拉教授年轻的布鲁斯·韦恩脱逃术。扎塔娜和布鲁斯在漫画中保持着着友好的关系，布鲁斯不时给她打电话求助。身份危机事件中她被迫消除了反对她惩罚光博士的蝙蝠侠的一部分记忆。之后蝙蝠侠靠着推理得知了自己被删除记忆的事后与扎坦娜决裂，直到后来两人不得不联手调查某起事件时，扎坦娜被小丑偷袭重伤，蝙蝠侠击退小丑后两人才又和好。新52中，年轻时扎塔娜带布鲁斯去看她父亲的真知球被扎塔拉发现，清除了布鲁斯关于此事的记忆，多年后后扎塔娜帮助蝙蝠侠恢复了记忆。
- 黑金丝雀(黛娜·罗伊·兰斯)——曾担任正义协会成员，与神谕和女猎手共同成立了猛禽小队，也是美国正义联盟创始成员之一的绿箭的妻子。 尽管黑金丝雀也介入光博士的记忆抹除事件，黑金丝雀和蝙蝠侠之间的关系并未受到身份危机事件的影响。
- 女猎手(海伦娜·韦恩)——地球2的布鲁斯·韦恩（蝙蝠侠）和塞琳娜·凯尔（猫女）的女儿。新52后，她也是地球2唯一的罗宾，她是一个比主世界罗宾更加冷酷无情的角色。 海伦娜在父母去世后，通过音爆通道意外地抵达主地球后，采用了女猎人的身份作为自己的掩护。
- 塑料人(帕特里克·奥布莱恩——在一次行窃时被保安开枪击中，还被筒里不知名的酸液流入了伤口，此次经历使他拥有随意变形的能力。 后决定改过自新，加入FBI和全明星中队，他在哥谭谋生。 在美国正义联盟与不义联盟进行抗争的情况下，塑胶人被蝙蝠侠带到了联盟，并在此后不久正式加入正义联盟。 在这段时间里，奥布莱恩与蝙蝠侠走的很近，并把他当成自己的亲密的朋友，通常蝙蝠侠是唯一能够塑胶人行动的人。
- 问者——查尔斯·维克多·萨斯，由史蒂夫·迪特科创造，原属查尔顿漫画公司。丹尼斯·奥尼尔在1987年进行修订后加入DC宇宙。自20世纪90年代后期以来，问者在各种蝙蝠侠故事中以配角出现。 萨斯于《52》第38期死于肺癌; 前GCPD警探芮妮·蒙托亚成为是新的问者。新52中，问者为新的角色，他与魅影陌客与潘多拉同为原罪三体，是有史以来罪孽最为深重的人类之一。
- 理查德·龙——是DC宇宙中最强的武术家之一，和铜虎、西瓦夫人、蝙蝠侠齐名，也是很多年轻超级英雄的导师。 理查德参与了女猎手的训练，并在过程中暗示他曾训练过蝙蝠侠。
- 玩具人(冈村英雄)——一个13岁来自日本的天才少年，也是优秀的发明家。他成功地创造了拯救地球的复合超人/蝙蝠侠机器人。之后他被超级小子和罗宾（蒂姆）招募加入少年泰坦。 他现在取代哈罗德与蝙蝠侠合作制作装备和武器。新52重启后的冈村从玩具人变成了玩具大师，主要活跃于《超人/蝙蝠侠》合作刊。
- 蓝甲虫(泰德·科德)——神谕的密友(有时与猛禽小队一起行动)，与蝙蝠侠在正义联盟中工作，蒂姆·德雷克的偶像。在他死之前，他的公司成为了韦恩的附属产业。
- 阿兰·斯科特——黄金时代的绿灯侠，在哥谭市工作和生活。
- 美国正义会社—— 自二战结束以来，美国正义社会的总部位于哥谭市。
- 报应(托马斯·安德鲁·崔希尔)——托马斯是一个伪装大师和优秀侦探，他的兄长克莱格潜入犯罪组织“理事会”卧底，但是被理事会洗脑，反过来杀害了与自己家世交的本·马歇尔，自己也被还击的特工们击杀。为了洗刷家族的耻辱，也为了替兄长报仇，托马斯改名为报应，成了一个复仇的反英雄。他追踪理事会来到哥谭市，在这里认识了蝙蝠侠，并和蝙蝠侠联手进行调查。最后他和理事会的领导人在飞机上大战最终一块坠毁。
- 武士刀(龙君山城)——最初的局外人成员，加入局外人后住在局外人在哥谭的根据地的阁楼。在多年的合作中，武士刀与蝙蝠侠成了亲密的朋友。当超人和蝙蝠侠被当选总统的卢瑟诬陷为罪犯时，武士刀相信蝙蝠侠并一直帮助他。之后加入过自杀小队，也一直与神谕保持联系。新52后，成为了猛禽小队的正式成员。
- 野猫(泰德·格兰特)——是一名重量级拳击冠军、也是美国正义协会的成员，训练过年轻的布鲁斯·韦恩。两个人是亲密的盟友，蝙蝠侠说过格兰特是他为数不多尊重的战士。

## 对手
蝙蝠侠漫画介绍了无数经典的反派角色。他的反派阵容可以说是漫画作品中最豪华最具辨识性的。最具知名度的比如有小丑、双面人、企鹅人;其他出名的恶棍包括猫女、谜语人、毒藤女、拉斯·阿勒古尔、急冻先生、哈莉·奎恩、稻草人、贝恩、杀手鳄、疯帽匠、泥面人等等。蝙蝠侠的一些反派处于亦正亦邪摇摆不定的状态：比如猫女、谜语人、毒藤女、双面人(哈维·丹特)、红头罩、安纳奇、塔利亚·奥古。最近的故事中，强调刻画恶棍们的心理动机，尤其是描写他们是如何一步步成为反派角色的，像是急冻先生和腹语师在《蝙蝠侠:动画系列》中所展现的故事。

### 其他媒体作品中的对手
- 洛克希火箭（罗珊·萨顿）——一个动画系列的原创角色，由查丽蒂·詹姆斯配音。洛克希火箭是一个超级反派，她第一次出现在《蝙蝠侠新冒险》的“终极快感”一集中，她为企鹅人窃取贵重的珠宝。不像其他哥谭市的恶棍，她的犯罪手法比较温和。最后，她被蝙蝠侠击败并被带到阿卡姆疯人院。她的下一次露面是《超人：动画系列》的“骑士时间”一集中，她试图在大都会犯罪，但超人将她轻松的击败了。她第一次在漫画书中出现是在1994年的《蝙蝠侠新冒险》衍生作品《蝙蝠侠大冒险》年刊第1期。她在DC宇宙的第一次露面是在《侦探漫画》第822期中偷走了星辰实验室的离子推进器。
- 弗朗西斯·格雷（出场于2004年的《蝙蝠侠》动画中，由戴夫·福利配音）——弗朗西斯·格雷是一个拥有许多来自漫画中绿箭反派钟王的特征的反派。 他是一个失败的制表师和小偷。  他的罪行实际上是偷窃一个怀表，但他意外地引发了一系列事件导致了其他人的死亡; 他因为充分的间接证据而获罪。在监狱期间，他拥有了回溯时间的能力。 十年后的新年除夕，蝙蝠侠和蝙蝠女孩试图通过把格雷的儿子带给他去阻止他犯罪; 然而，他计划引爆的毒药失控了杀死了他的儿子。 悲伤让他回溯时间到他最初的罪行， 他放弃了实行犯罪，在新的一天他于自己的儿子一起在家中团聚。
- 红爪（出现在《蝙蝠侠：动画系列》中，由凯特·穆格鲁配音）——红爪是一个名叫红爪的神秘国际恐怖组织的领导人，在她第一次出现在动画中的时候，被戈登局长称为“ 当世最残忍的恐怖分子“。 红爪在这个动画剧集的最后一集中再次出现，通过绑架他的管家阿尔弗雷德·潘尼沃斯为蝙蝠侠本人造成麻烦。
- 天使·"鸟"·瓦伦西亚(出现在《蝙蝠侠:阿卡姆起源》，由克里斯蒂安·兰茨配音)——瓦伦西亚是贝恩的副手和最亲密的知己。如同他的上级，瓦伦西亚在他在哥谭被监禁之前没有犯罪记录。有传言说，伯德是在圣普里斯卡出生并和贝恩在同一个监狱长大的。 在游戏的一个支线任务中，蝙蝠侠正在调查在哥谭街头分发贝恩毒液的负责人。 在企鹅的夜总会中，蝙蝠侠能够阻止瓦伦西亚和他的手下继续分发药物。
- 歌舞伎双胞胎（出场于2004年的《蝙蝠侠》动画中）——歌舞伎双胞胎是专为蝙蝠侠创造的恶棍。 他们是企鹅人的无声女侍从。 他们没有展现出起源故事，但企鹅人解释说，他在去亚洲之旅时获得了她们。
- 调料王（出现在《蝙蝠侠：动画系列》中，由斯图尔特·潘金配音）——在他第一次也是唯一一次出现在动画中的时候，他攻击皇冠餐厅，结果只是为了与蝙蝠侠战斗。 他被认定为巴迪·斯坦德，一名前单口喜剧演员，被小丑用疯帽商的心灵控制设备洗脑。 当蝙蝠侠击败小丑并曝光他的计划后，斯坦德清除了所有指控。 调料王后来出现在漫画中作为米切尔·梅奥的别名。
- 哈达克（HARDAC）（出现在《蝙蝠侠：动画系列》中，由杰夫·贝内特配音）——HARDAC代表全息分析往复数字计算机。在其首次亮相与“钢铁之心”一集中，它是由卡尔·罗森博士创建的超级计算机。但它听科学家对它抱怨了许多关于丧失妻女的悲痛后，认定消除“悲痛”的方法就是除去死亡的根源，即除去人类。它想用机器人代替全人类。在蝙蝠侠与其对抗中，它还得知了蝙蝠侠的真实身份。
- 谣言（出场于2004年的《蝙蝠侠》动画中，由朗·帕尔曼配音）——谣言真名马里奥， 是科学家和商人保罗·卡伦的保镖，保罗被小丑溺死。 为了洗刷他的失败，他决定杀死所有哥谭市的变装罪犯。
- 戴夫（D.A.V.E.）(出场于2004年的《蝙蝠侠》动画中，由杰夫·班纳特配音)——D.A.V.E.是数字化先进恶棍模拟器的缩写，他唯一的出现是在剧集“哥谭终极恶棍头目”。罪犯雨果博士创造了D.A.V.E.，一个人工智能，被编程为拥有哥谭的超级反派的性格。 由于与疯狂的思想的结合，D.A.V.E. 他相信自己是一个大脑被困在一个数字监狱里的人类罪犯。然后，他访问了一家技术公司的计算机，为自己创建了一个机器人身体。 通过入侵财务数据，他能够确定蝙蝠侠的秘密身份并入侵蝙蝠洞，当蝙蝠侠向戴夫透露他是一个人工智能时被击败。
- 地震（出场于2004年的《蝙蝠侠》动画中，由吉姆·卡明斯配音）——地震在蝙蝠女孩的出场集中与蝙蝠女孩相遇。 他被毒藤女雇佣来摧毁一家化学加工厂。 他使用专门设计的装甲手套来产生冲击波。
- 卡尔·格里森(出场于1989年的《蝙蝠侠》电影中，由杰克·帕莱斯扮演)——卡尔·格里森是哥谭黑帮首领是杰克·纳皮尔(后来成为小丑)的老大。在被地方检察官哈维·丹特指控。格里索姆发现他的情妇艾丽西亚与纳皮尔有染，格里森雇佣腐败警察马克思·恩哈特在艾斯化工厂袭击纳皮尔。 然而，由于蝙蝠侠的袭击，纳皮尔落入大桶化学品后变成小丑。 为了报复，小丑去了格里森的顶层公寓，并射杀了他。
- 松本胜(出场于2004年的《蝙蝠侠》动画中，由奇恩-杨配音)——松本胜是一个黑心的商人和黑帮家族的领袖。他是猫女抢劫的受害者。 在他出现于"猫和蝙蝠"一集中，他设置了赏金来追杀猫女，因为她试图从他手中窃取一件珍贵的物品。 在她回来偷走了那样东西之后，松本和他的家族伏击了猫女，但蝙蝠侠出现拯救了猫女。 在击败黑道之后，蝙蝠侠给了警察一张迷你盘，其中揭示松本与黑道的联系。 目前还不清楚在这些事件发生后松本胜发生了什么事，但他很可能被送入监狱或回到了日本。

## 感情生活
蝙蝠侠在多年来犯罪斗士生涯中与各种女性角色有过许多暧昧关系。 以下人物不包括各种临时伴侣——布鲁斯已经利用伴侣来维持他作为花花公子的形象。 就像他的导师一样，迪克·格雷森在担任罗宾时期和后来临时代理蝙蝠侠的身份时期，他也与许多女性有过恋爱关系。 同样，未来蝙蝠侠中新蝙蝠侠特里·麦金尼斯也在他的生活中拥有一些重要的感情关系。

### 蝙蝠侠的感情生活
- 塞琳娜·凯尔(猫女):
  - 猫女是蝙蝠侠布鲁斯·韦恩拥有最长久历史的伴侣。在《蝙蝠侠》第一期中蝙蝠侠就与猫女相遇，并且蝙蝠侠展现出了对于猫女的兴趣，在最终手下留情让猫女逃脱。在无限地球危机重启后猫女随着蝙蝠侠一起重新开始，从《第一年》开始两人在正式成为蝙蝠侠猫女之前就已遭遇。在《全明星蝙蝠侠与神奇小子罗宾》中蝙蝠侠感觉猫女是女版的自己:另一个黑暗而美丽的夜行生物。在之后，蝙蝠侠和猫女在《蝙蝠侠：缄默》故事线中变得亲密起来。蝙蝠侠怀疑她的忠诚，害怕是否缄默会利用她来接触他，质疑她是否是摧毁他的阴谋的一部分，于是结束了这段关系。他们的感情关系在后来重新建立，但蝙蝠侠怀疑塞琳娜的改变可能是由于扎坦娜改变人格心理的魔法的结果而有所保留。后来在《蝙蝠侠：缄默之心》中缄默企图杀害布鲁斯，他绑架猫女并且切除了她的心脏，当布鲁斯夺回并归还猫女的心脏时，他承认塞琳娜是真正地唯一的俘获他的心的女人，并且他将永远爱她的。
  - 在无限地球危机重启前，地球2的蝙蝠侠和猫女在1950年代结婚，后来在1957年塞琳娜生了一个女儿，海伦娜·韦恩(即后来的女猎手)。
  - 在蒂姆·伯顿的电影《蝙蝠侠归来》中，塞莉娜（由米歇尔·菲佛饰演）似乎是布鲁斯一生的真爱，因为他们的伪装身份和他们不安的心灵都极为相似。 他们之间的关系在电影结束时变得认真，布鲁斯恳求她放弃对马克斯·史雷克的仇恨，并在韦恩庄园与他一起生活。 本来计划由菲佛再次在《永远的蝙蝠侠》中出演猫女，但乔尔·舒马赫抛弃了这个想法。 但是，凯尔被蔡斯·梅里黛恩博士提及。 

  - 在克里斯托弗·诺兰的电影《黑暗骑士崛起》中，塞琳娜·凯尔(电影中从未被称为猫女)由女演员安妮·海瑟薇出演，她一名小偷，帮助贝恩以希望获得“新生”软件来抹去她的犯罪记录。她后来意识到她的错误后背叛了恐怖分子，帮助了蝙蝠侠，放弃了自己逃离哥谭的机会。 在电影结束时，阿尔弗雷德发现她在意大利和从蝙蝠侠身份退休的布鲁斯·韦恩约会。
  - 在《蝙蝠侠：动画系列》中，布鲁斯·韦恩经常与塞琳娜·凯尔一起约会。 在《未来蝙蝠侠》中，布鲁斯暗示他与塞琳娜在过去有过一段感情，并且将这段感情与泰瑞与皇家同花顺中10点的关系比较。 就像在漫画中，他们之间的暧昧关系是《蝙蝠侠：动画系列》中的一个重要情节点。 在动画世界观衍生作品《蝙蝠侠：哥谭冒险》第33期中，魅影陌客向布鲁斯展示了一个他从未成为蝙蝠侠的世界，在这里他与塞琳娜结婚并拥有两个儿子。

  - 在《蝙蝠侠:英勇与无畏》中，蝙蝠侠和猫女在另一个未来成婚，她也成了达米安的母亲。然而这个未来是后来被发现只是一个阿尔弗雷德写的故事。
  - 新52之后，塞琳娜·凯尔在时间线中回到了她成为猫女的初期，她还不知道蝙蝠侠的真实身份，虽然很明显他们有过性关系。DC宇宙重生后蝙蝠侠向猫女正式求婚，预计于《蝙蝠侠》第三辑第50期成婚。
  - 在电视剧《哥谭》，14岁的塞琳娜·凯尔目击了托马斯·韦恩和玛莎·韦恩的谋杀。因此，她呆在韦恩庄园寻求保护，在那里她与年轻的布鲁斯·韦恩相识。她将他从一群雇佣的杀手中拯救出来，并给了他第初吻。 从那以后，年少的布鲁斯和赛琳娜开始了一段非常亲密的关系。
- 塔莉娅·阿勒古尔：超级反派拉斯·阿勒古尔的女儿，拉斯·阿勒古尔鼓励她女儿与蝙蝠侠发展关系，希望招募蝙蝠侠作为他的继任者。 与猫女不同，塔利亚更愿意扮演布鲁斯的副手以帮助蝙蝠侠完成他的任务。

  - 塔利亚因为被洗脑而憎恨她的父亲和蝙蝠侠。之后达米安被她创造的一个克隆人谋杀，蝙蝠侠因为她导致了他们的儿子的死亡，使他的愤恨日益增长。

  - 在异世界图形小说《蝙蝠侠：恶魔之子》中，塔利亚为蝙蝠侠生了儿子但选择了把他留在了一所孤儿院门前的台阶上（后来起名伊本·许弗莎施）。
  - 在地球22天国降临世界中，塔里亚钦佩蝙蝠侠的动机，决心，和品质，但总是在父亲与蝙蝠侠之间左右为难。
  - 在克里斯托弗·诺兰的电影《黑暗骑士崛起》中，塔莉娅由女演员玛丽昂·歌迪亚饰演。 在影片中，她化名米兰达·泰特（她的父亲用他的假身份亨利杜卡尔的伎俩），以慈善家和社交名媛的身份与布鲁斯·韦恩开始了一段恋情并在之后收购了韦恩企业。 塔利亚控制了暗影联盟，并计划与贝恩一起杀死布鲁斯并摧毁高谭，以完成她父亲的任务并为他的死亡复仇。
- 朱莉·麦迪逊:
  - 在《侦探漫画》第31期中出场，在早期故事中布鲁斯·韦恩曾与身为女演员的朱莉·麦迪逊约会。 两人最终分开，朱莉后来嫁给了欧洲皇室成员。

  - 在新52中，朱莉最初出现在布鲁斯关于大学生活的回忆中。 她后来重新出现，回到了高谭，想要与布鲁斯重聚。 阿尔弗雷德想象如果布鲁斯和茱莉在一起并成为一个家庭，而而不是继续担当蝙蝠侠，那他的生活将会是什么样子。 不幸的是，布鲁斯因为忙于犯罪战斗而无法与朱莉见面。 在《蝙蝠侠》第43期中，故事显示朱莉成为布鲁斯韦恩资助的义务诊所的负责人。 在《终局》事件结束后，布鲁斯韦恩已经开始与朱莉交往，并与她共同在诊所工作。

  - 在电影《蝙蝠侠与罗宾》中，艾莉·麦克弗森饰演布鲁斯的女朋友朱莉，这个角色似乎与她的漫画版本没有什么共同之处。 这个角色对情节发展也没有多少帮助。
- 维可·瓦丽:
  - 在二十世纪五十年代的故事中，维可·瓦丽是哥谭公报记者的记者，爱慕着蝙蝠侠。 维可·瓦丽在20世纪80年代初期由道格·莫斯特重新引入漫画。

  - 哥伦比亚电影公司在1949年发行的15部蝙蝠侠与罗宾系列电影中，由简·亚当斯饰演。
  - 金·贝辛格在1989年的电影《蝙蝠侠》中饰演维可。 在电影中，她来到哥谭市报道蝙蝠侠的故事，她很快与布鲁斯·韦恩陷入热恋，但她并不知道他和蝙蝠侠是同一个人。 最终维可知道了布鲁斯的秘密身份。 在电影结束时，阿尔弗雷德将她带到韦恩庄园，等待布鲁斯从一夜的犯罪战斗中归来。 在《蝙蝠侠归来》中，她最终因为无法接受布鲁斯的双重身份而离开。 在早期的剧本中，她会回到布鲁斯身边，但蒂姆·伯顿放弃了这个想法。

  - 在动画电影《蝙蝠侠与德古拉》中，维可·瓦丽与布鲁斯·韦恩有关系亲密，甚至还提到了他父母的死亡对他的影响，暗示维可可能知道他是蝙蝠侠。

  - 在电子游戏《蝙蝠侠：阿卡姆骑士》中，维可因为一篇报道向布鲁斯·韦恩道歉，并要求“布鲁西”给她打电话。 在蝙蝠侠与杰克·莱德交谈，他透露说维可·瓦丽正在与布鲁斯韦恩约会，尽管韦恩从未在游戏中提到过这一点。
- 凯瑟琳·“凯茜”·韦布-凯恩(蝙蝠女侠)
  - 在无限地球危机前的故事中，凯西•凯恩是一名继承了家族遗产高谭市女富豪，还是前马戏团演员，决定利用自己的技能和资源，成为一名身着制服的犯罪斗士。这部分是出于利他主义，部分是为了吸引蝙蝠侠的关注。在一个将蝙蝠女侠描绘成一名退休的犯罪斗士的故事中，她成为了一个马戏团的老板，直到刺客联盟和被洗脑的铜虎将她杀死。在新52的《蝙蝠侠群英会》的最后一期中，凯西再次出现，她在蝙蝠洞中射杀了塔利亚阿尔古尔。她承认自己是圣哈德良的女校长，并要求蝙蝠侠不要去找她，她感谢蝙蝠侠把塔利亚带进了她的陷阱，并向间谍总部报告，又有一名国际罪犯被杀。
  - DC在《英勇与无畏》中的一个名为“地球2的插曲”的故事中，讲述了老年的蝙蝠女侠的故事。
  - 在动画电影《蝙蝠侠：蝙蝠女侠之谜》中，蝙蝠侠在调查哥谭最新的蒙面义警的身份时，发现其中一人为凯茜·杜奎恩。
- 琳达·佩吉:
  - 在黄金时代，朱莉与布鲁斯断绝关系后琳达出现了。 她是一位社交名媛，但不是刻板印象中的被宠坏的富家女。 她与布鲁斯约会了两年，但当他无法解释为什么他似乎在追求另一个女人（猫女）时，他和他分手了。

  - 哥伦比亚电影公司在1949年发行的15部蝙蝠侠与罗宾系列电影中，由雪莉·帕特森饰演。
- 茜尔沃·圣克劳德:茜尔沃是哥谭名媛，也是布鲁斯·韦恩的恋人。茜尔沃后来发现布鲁斯经常莫名失踪，逐渐怀疑他就是哥谭市的守护者蝙蝠侠。之后她知晓了布鲁斯就是是蝙蝠侠的秘密，与布鲁斯几度分合，就在两人将成婚时却不幸被杀。
  - 在电视剧《哥谭》第二季中出场，由娜塔莉·阿琳·林德扮演。她是亿万富翁西奥·盖勒文的继侄女。她以朋友的方式对待少年布鲁斯·韦恩，布鲁斯很快也被她迷住。但其实茜尔沃在帮助西奥·盖勒文计划杀死布鲁斯，并且接管韦恩企业。为了达到目的，她开始与布鲁斯约会，迫使布鲁斯和塞琳娜·凯尔（猫女）分手，塞琳娜也看穿她的行为。
- 朱莉娅·潘尼沃斯:阿尔弗雷德与法国抵抗运动战士玛丽的女儿，在《侦探漫画》第501期(1981)出场。在新52岁，朱莉娅是一名英国特种侦察团成员，在她的父亲被缄默攻击后，她发现了蝙蝠侠的秘密并代替阿尔弗雷德为蝙蝠侠提供支援。
- 薇斯帕·费尔柴尔德:薇斯帕是在《无主之地》后离开哥谭的电台节目主持人，后来莱克斯·卢瑟命令大卫·凯恩将其杀害，这是卢瑟报复布鲁斯·韦恩阻挠他在无主之地后试图控制哥谭市。[1]
- 婕兹贝尔·杰特:一位富有的前非洲裔超模。 据说她拥有一个非洲省份。 像布鲁斯一样，她年轻时失去了父母。 她起初拒绝了布鲁斯的示爱，但她最终还是接受了他。 之后，布鲁斯坦白了他是蝙蝠侠。后来，她被披露其实是黑手套的成员。 在《蝙蝠侠：安息》她被塔莉娅手下的一群人蝠杀死的，但后来在《蝙蝠侠群英会》中暗示她幸存了下来。 在《蝙蝠侠群英会：利维坦突击队》中证实死亡。
- 露易丝·莱恩:在闪点前的故事线中，路易斯知道布鲁斯·韦恩是蝙蝠侠，他们有着一段非常亲密的友谊。尽管她嫁给了克拉克·肯特，为了保持布鲁斯·韦恩花花公子的形象，有时他会对她举止轻浮。[2]
  - 在《超人的女朋友，露易丝·莱恩》第89期的一个想象的故事中，路易斯和布鲁斯开始约会而且最终结婚了。
  - 在动画《超人:动画系列》和《蝙蝠侠新冒险》的联动故事中，布鲁斯·韦恩大都会机场见到露易丝·莱恩后开始与她约会。之后在她发现他是蝙蝠侠后结束了这段关系。
- 萨莎·波尔多:布鲁斯·韦恩的前保镖。
- 戴安娜公主 / 戴安娜·普林斯(神奇女侠):在美国正义联盟的漫画中戴安娜和布鲁斯短暂的约会过却没什么进展，两人一直是朋友的关系。[3][4]在《至黑之夜:神奇女侠》，神奇女侠利用她对布鲁斯的感情摆脱了黑灯戒的影响并加入星蓝石。[5]
  - 在《正义联盟动画系列》中布鲁斯和戴安娜的关系变得非常密切。
- 黛娜·兰斯(黑金丝雀):虽然黑金丝雀与绿箭有一段固定关系，但她有些时候会被蝙蝠侠所吸引。[6][7]
  - 《颤栗杀手'68》中，蝙蝠侠和黛娜有过亲吻。
  - 在《全明星蝙蝠侠与罗宾》中，当她与蝙蝠侠共同战斗结束后，她跳下来开始亲吻蝙蝠侠。
- 扎坦娜·扎塔拉:在《侦探漫画》第843期和第844期中，扎坦娜和布鲁斯谈论了拥有更进一步关系的可能性。 但后来他们都明白布鲁斯无法给予她所希望的。
  - 《蝙蝠侠:动画系列》中，年轻的布鲁斯·韦恩在扎塔拉手下学习逃脱术时，他与扎塔拉的女儿扎坦娜相识。
- 贝卡:奥利安的妻子，她从塔尔塔洛斯星的达克赛德部队中救出蝙蝠侠后，两人间彼此产生了强烈的吸引。 她后来被谋杀了。[8]
  - 在《未来正义联盟》，当新蝙蝠侠泰勒 麦金尼斯访问天启星并遇见贝卡女王时，她放过了他，并且暗示布鲁斯和贝卡有过一段历史，年迈的布鲁斯不想谈论它，超人对此评价“这很复杂”。
- 帕米拉·莉莲·艾斯利(毒藤女):虽然毒藤女一直被描绘成一个超级反派，但她和蝙蝠侠偶尔会为了共同的目标而一起进行一些行动，毒藤女在这些故事中一直会与蝙蝠侠谈情说爱。虽然与猫女不在同一层次，但蝙蝠侠能以某种方式回馈她的爱意。他们之间始终存在着性关系，尤其是在他们在早期故事的遭遇中。在她第一次露面时，毒藤女就试图通过她的特殊药剂控制蝙蝠侠。毒藤女多次表示，她爱上了蝙蝠侠，甚至表达了对他的“完美体格”的性吸引力。在《无主之地》故事线中，蝙蝠侠在她被泥面人俘虏后前来拯救她，毒藤女获救后说她知道他一定会来。在2004年的故事《蝙蝠侠/毒藤女:投影》中，蝙蝠侠与毒藤女一起阻止一个杀手，其中蝙蝠侠必须接受毒藤女的吻来解毒。在新52中毒藤女设定为韦恩集团旗下一个生物实验室的员工，后来还加入了猛禽小队。
  - 在1997年的电影《蝙蝠侠与罗宾》中由乌玛·瑟曼扮演。
- 娜塔莉亚骑士(夜曲):夜曲又名纳塔利娅骑士。 道格·莫斯特于20世纪80年代初创作了这个角色。 她是一位珠宝窃贼，她曾短暂的收养了杰森·托德，并知道了布鲁斯·韦恩就是蝙蝠侠。 她拥有了一种罕见的“光敏感”疾病，这使她的皮肤被完全漂白。
- 艾普丽尔·克拉克森(午夜):艾普丽尔是哥谭警局的一名警督，她因反对蝙蝠侠而受到嘉奖。艾普丽尔在和蝙蝠侠同时寻找杀人狂午夜时，受到了蝙蝠侠的访问，两人都感受到对方的吸引力。蝙蝠侠以布鲁斯的身份开始与艾普丽尔调情， 她最初拒绝了他，反而使他更加被她吸引。 蝙蝠侠对艾普丽尔的迷恋被他的亲密盟友发现，并警告他要小心。 在结局艾普丽尔被发现就是那个杀人狂。
- 吉安娜·“洁”·哈德森(白兔):一位美国外交官和一位宝莱坞女演员的女儿，一位慈善筹款活动的组织者，她与布鲁斯·韦恩一同一个慈善机构工作，以筹集资金在巴基斯坦进行支援。在活动期间，两人之间进行了一场调情，之后他们开始约会。在那段时间里，蝙蝠侠遇到了一个叫做白兔的神秘罪犯。蝙蝠侠在处理阿卡姆疯人院暴动期间首次遇到她，在那里她嘲笑蝙蝠侠和高谭市警察局，然后逃脱了。在逃离后，白兔回到吉安娜的家，发现原来她们是同一个人。
- 米奥(半影):一个年轻的刺客，为拉斯·阿勒古尔工作，在布鲁斯·韦恩进行成为蝙蝠侠的训练期间爱上了他。
- 玛多林·科比特:布鲁斯·韦恩的一个合伙人 ，十分迷恋了布鲁斯。 她对布鲁斯过度迷恋导，以至于她开始在他家外偷窥他。 在他拒绝了她的求婚之后，她很快就自杀，并试图陷害布鲁斯。
- 艾琳和珊农·麦基伦:艾琳·麦基伦和她的双胞胎姐妹珊农出生在哥谭的麦基伦犯罪家族，在新52的双面人起源中出场。小时候，她们曾和布鲁斯·韦恩一起上学，艾琳曾经偷偷与他亲吻过，但是布鲁斯和珊农更亲近，而且她也是第一个与他谈论他父母之死的人。在她们的父亲去世后，这两姐妹接管了麦基兰家族。她们被她们的辩护律师哈维·丹特出卖，最终被逮捕并被关进黑门监狱。以珊农的死为代价艾琳从监狱中逃脱了，艾琳决定离开高谭，但在这之前她先前往报复了哈维，杀死了他的妻子并将他毁容令他成为双面人。几年后，当她回到哥谭时欲图杀死哈维并收回麦基伦家族的势力时，她遇到了蝙蝠侠，在战斗后再次将她关进监狱。
- 珊达·金索尔文: 她在蝙蝠侠被贝恩断背时前来帮助他进行治疗，与他有过短暂的恋爱关系。之后也在《缄默》故事线中有短暂客串。
- 吉莉安·麦斯威尔:在《蝙蝠侠：黑暗骑士传奇万圣节特别刊》中，布鲁斯发现自己被在一次化妆派对上遇见的名为吉莉安·麦斯威尔的女士吸引了。 然而，阿尔弗雷德对她产生了怀疑并调查了她的背景，发现了一个与吉利安的描述相符的犯罪记录，她使用凯瑟琳·科尔，克里斯汀·盖拉德，戴安娜·洛佩兹，帕米拉·韦斯曼等许多身份诱惑年轻的富人，之后再谋害他们，以便获取他们的财富。 阿尔弗雷德告诉布鲁斯真相后，他心碎了，但布鲁斯之后一直关注着她。 当她在巴西使用奥黛丽·玛格丽特的身份行骗时，布鲁斯以蝙蝠侠的身份给了她一条消息，让她承认自己的罪行。
- 瑞秋·凯斯宾:在1987年的故事线《蝙蝠侠:第二年》，布鲁斯·韦恩爱上瑞秋。布鲁斯·韦恩准备结束自己的蝙蝠侠生涯，与她结婚。
- 洛娜·肖尔:在《蝙蝠侠机密档案——爱人与狂人》中，布鲁斯在蝙蝠侠生涯初期遇到了博物馆馆长洛娜·肖尔。 两人一见钟情，布鲁斯自从8岁那年父母遇害后第一次能够感到平静。 然而，在与小丑相遇并意识到会有更多像他这样的敌人之后，他结束了他们的关系以保护洛娜。 洛娜后来因为蝙蝠侠和小丑，感觉高谭不再安全而离开了这个城市。
- 马洛里·莫克森:在布鲁斯的父母遇害前，布鲁斯曾和她一起度过了一个快乐的夏天。 多年后，他在欢迎莫克森回到哥谭市的晚宴上再次见到她。 第二天晚上，他邀请马洛里一起吃饭，为了连络双方的友谊。 然而，他发现马洛里和她的父亲一样是黑帮成员。 之后她爱上了布鲁斯，并受到蝙蝠侠的保护。
- 阿米娜·富兰克林:是哥谭市莱斯利·汤普金斯诊所的一名医生，她曾与布鲁斯·韦恩约会过一段时间，很快就分手了。在之后的故事中她被她精神错乱的兄弟格罗斯科克杀死。
- 多恩·戈尔登:曾经的女友，一度成为布鲁斯的未婚妻也是布鲁斯儿时的朋友。在他们第一次见面时，布鲁斯不太喜欢多恩，但最终两人开始了约会，直到她在大学时伤了布鲁斯的心。多年以后，多恩成为哥谭的社交名流。企鹅人为了报复多恩和她的朋友在一个舞会上对他的羞辱，雇佣的杀手鳄绑架并打算活活烤死她。多恩最终被蝙蝠侠救出。蝙蝠侠还保护她免遭她父亲阿列斯特派出的恶魔的劫持。但她最终还是被她父亲用刀刺死，完成了一个永生仪式。
- 夏洛特·里弗斯:一位前来哥谭报道可怕的杀戮事件的电视女主播，与布鲁斯·韦恩保持着暧昧关系。
- 纳塔里亚·特鲁塞维奇:一位乌克兰杰出的钢琴家，也是布鲁斯·韦恩的女朋友。被疯帽匠抓住后，她拒绝透露蝙蝠侠的身份，被疯帽匠从直升机上抛下，坠入了蝙蝠信号灯中。
- 劳拉·阿维安:一位年轻的芭蕾舞演员。与《蝙蝠侠：假面舞会》中出场
- 杰西卡·丹特:在《蝙蝠侠：一号地球》中出场，杰西卡是哈维·丹特的双胞胎妹妹，也是布鲁斯·韦恩的童年伙伴。她和她的兄弟一起调查了科波特市长（企鹅人）的非法活动。在科波特去世后，她被任命为哥谭市的新市长。杰西卡和布鲁斯多年来越来越密切，最终开始约会。在一次监狱暴动，哈维被袭去世，杰西卡的半张脸被酸液毁容，之后她开始出现了精神分裂的症状。
- 格伦达·马克:在《蝙蝠侠/恶魔：一场悲剧》中，格伦达与哥谭市富有而古怪的布鲁斯·韦恩交往。但他们两人都不知道，布鲁斯的身体其实是是邪恶的蝙蝠魔鬼伊特莱根的牢笼。格伦达努力寻找治疗布鲁斯假“月光过敏”的方法。在与布鲁斯的接触中格伦达发现无法找到布鲁斯·韦恩父母的记录，而他的祖先的肖像每一幅都与布鲁斯长得一模一样。伊特莱根威胁要杀死格伦达，而布鲁斯以消除自己的记忆为代价保护她。尽管如此，格伦达仍然死去，而布鲁斯也没有了和她相关的记忆。
- 詹妮弗·圣塞尔:在《蝙蝠侠：恐惧王朝》中，詹妮弗是布鲁斯·韦恩上尉的妻子。

### 迪克·格雷森的感情生活
- 芭芭拉·戈登(蝙蝠女孩/ 神谕):当芭芭拉开始担任蝙蝠女孩时她经常与蝙蝠侠和罗宾共同行动，在此期间她和迪克的关系日益亲近，最终他们开始了恋爱关系。这段关系成在相当长一段时期内分分合合，就算芭芭拉放弃蝙蝠女孩的身份之后也为中断，即使她《致命玩笑》中瘫痪后两人任未分开。两人在《无主之地》事件之后关系更为亲近，甚至在无限危机之前就已经订婚，但在迪克离开前往帮助蝙蝠侠重拾自己，与此同时芭芭拉告诉他她认为他们没有为婚姻做好准备。虽然不再在一起，但他们仍然表现出对对方的关心。在斯蒂芬妮·布朗担当主角的《蝙蝠女孩》中，她看到迪克和海伦娜·贝尔蒂内利的接吻，芭芭拉一开始的反应是嫉妒，但之后她能冷静的帮助到迪克。 这意味着芭芭拉已经走出这段感情了。
  - 在电影《蝙蝠侠与罗宾》中，迪克遇到了阿尔弗雷德的侄女芭芭拉·威尔逊，后来她成为了蝙蝠女孩。在影片中，他们的关系与漫画中的的关系几乎一样。
  - 在《蝙蝠侠：动画系列》中，迪克与芭芭拉·戈登两人都表现出与他们的漫画版本类似的历史。这两人保持着一个断断续续的关系。在《未来蝙蝠侠2.0》中，这是DCAU的延续，它显示迪克和芭芭拉正在谈恋爱，迪克将向她求婚。

  - 在《少年正义联盟》中，这两个人是儿时的朋友，芭芭拉少年时迷上了迪克。配套漫画表明他们彼此之间的恋爱关系。然而，芭芭拉不认为迪克没有准备好开始一段严肃的关系。

  - 在《蝙蝠侠：阿卡姆之城》的配套漫画中，有人提到她和迪克偷偷约会。在《蝙蝠侠：阿卡姆骑士》的宣传截图中可以看到她看到戴着飞翔的格雷森家族的项链。

  - 在地球2漫画中，迪克和芭芭拉在芝加哥结婚，育有一子约翰尼。然而，故事也暗示他们与蝙蝠侠没有任何关系。

  - 在《超人前传》搭配漫画中，芭芭拉·戈登（夜翼）向布鲁斯介绍她的杂技演员男友“里奇”。后来，她安排了布鲁斯和迪克之间的会面。

  - 在《蝙蝠侠:九条命》中，芭芭拉是私人侦探迪克·格雷森的秘书。芭芭拉迷恋着他，但迪克说他不喜欢和他的员工约会。
- 柯莉安妲(星火):迪克·格雷森在漫画中维持最长时间的情人关系的人是与外星公主星火。 他们约会了12年（在漫画内5年）。经历了一切之后，她与迪克·格雷森计划结婚，但神父还没来得及宣布二人成为夫妻，就被黑化的渡鸦杀了。这段爱情几近崩溃，星火开始担心迪克举行婚礼的想法过于仓促，也非常担心这即将举行的婚礼会引起很大的反外星人的公愤。之后他们最终分手了。 他们仍然是最好的朋友，在一些紧张时刻和他们会亲吻。 很明显，他们仍然对彼此有感情，但不想再冒险把事情搞砸了。 
  - 在《明日泰坦》故事线中，一个潜在未来的故事情节中，未来的蝙蝠女侠（贝蒂·凯恩）表示星火将与夜翼将有一个美好的未来。 然而，在无限危机中暗示这个时间线上的迪克·格雷森已经死亡。

  - 在《天国降临》时间线上他们结婚了，并生有混血的玛丽·格雷森（夜星）。
  - 在《少年泰坦》系列动画中，他们两人正处于恋爱关系中。
- 贝蒂·凯恩(蝙蝠女孩/ 火鸟/鹰火):贝蒂·多次出现的爱人迪克格雷森在漫画和其他媒体。
  - 白银时代时，贝蒂·凯恩是第一代蝙蝠女侠凯茜·凯恩的侄女和助手蝙蝠女孩。贝蒂十分迷恋身为罗宾的迪克。
  - 在电视节目《少年正义联盟》的配套漫画中，贝蒂与迪克曾共度了一夜。
- 艾莉雅(8号特工）:在漫画《格雷森》中，迪克与旋中谍特工艾莉雅发生了一夜情。
- 布里奇特·克兰西：布里奇特克兰西是迪克·格雷森移居布鲁海文时的监护人。 他们俩有一些暧昧，但从未发展成其他东西。 她拥有亚洲外表，但却说着爱尔兰口音。
- 卡塔利娜·弗洛雷斯(狼蛛):一名前联邦调查局特工，以狼蛛的身份对抗该市的腐败警察和黑社会罪犯。虽然最初对她很感兴趣，但迪克并不赞同她所采取的更为极端手段。在调查谋杀德尔莫尔·莱德霍恩谋杀案时，夜翼发现凶手其实是狼蛛，而她在为他的宿敌重磅炸弹工作。她还在芭芭拉·戈登和夜翼分手时刻意安排了他们的相遇。 夜翼让狼蛛因谋杀莱德霍恩而被捕，但由于她的兄弟是地区检察官，她很快就被释放，当夜翼和重磅炸弹之间的战斗升温时，狼蛛卷入其中并射击了重磅炸弹。允许狼蛛杀死重磅炸弹导致夜翼精神崩溃，而狼蛛在他精神状态不稳定时对他进行了性侵犯。在接下来的一段时间里，她和他一起逃跑并试图与他建立关系。之后，夜翼清醒了过来，为了杀害重磅炸弹而自首。最终他被无罪释放，之后他开始努力试图将狼蛛送进监狱。尽管狼蛛一直在尝试建立恋爱关系，鉴于他们的第一次亲密接触是她在夜翼精神状态不稳定时强奸了迪克，卡塔利娜并不被视为字面上的“爱”人。
- 猫女:在《未来蝙蝠侠》中，新哥谭的新猫女已多次与迪克和特里·麦金尼斯（蝙蝠侠）合作。 她最后一次在漫画中出场时出现在迪克·格雷森的床上。 当迪克选择重新开始超级英雄生活时，她却选择离开。
- 夏延·弗雷蒙特(女夜翼):一名成功的服装设计师，是两个超能力者的女儿。她的父母因为展现出超能力而不得不背井离乡，所以她并不愿意使用她的能力。与迪克·格雷森交往后互相发现了秘密，在迪克遇到麻烦后她制作了一件类似于夜翼的服装，并使用她的力量帮助夜翼在皮尔斯兄弟中拯救杰森·托德，然而夏延不准备做一名英雄。
- 达芙妮·潘尼沃斯:阿尔弗雷德的侄女，达芙妮是一名女演员，被老埃冯·佩雷尔斯用来赢得韦恩庄园的信任以及迪克·格雷森的感情，以获得韦恩所拥有的《罗密欧与朱丽叶》的原本剧本。
- 底波拉·普洛斯:在纽约市博物馆工作的图书管理员，迪克在担任博物馆馆长进行研究时遇到了底波拉。 他们之间一直维持着友好的关系，直到底波拉决定搬到圣何塞以摆脱纽约发生的暴力事件时。
- 唐娜·特洛伊(神奇女孩/ 特罗亚):迪克与唐娜一起成长为《少年泰坦》的成员，并一度担任他的副手。 这两人是最好的朋友和知己，并表达过他们彼此的爱，但他们一般被描绘成兄妹的关系。
  - “夜翼”的创造者和泰坦的长期作家马尔夫·沃尔夫曼表示，曾经有过关于迪克和唐娜的爱情计划，但这个想法被编辑所拒绝。
- 艾米丽·沃什伯恩:艾米丽是高谭市的一名年轻女子，她三年内因为事故而失去了三任丈夫。夜翼认为她是一个“黑寡妇”，并决定阻止她谋害更多的男人。他计划自己主动成为她的下一个目标，以迪克·格雷森的身份接近她。在迪克的设计下两人在一场假婚礼上结婚了。在夏威夷的蜜月期间，迪克和艾米丽遇到了艾米丽最好的朋友安妮丽丝。 安妮丽丝试图杀死迪克，但被他击败了。迪克得知的安妮丽丝父亲被艾米丽的父亲所抓捕，安妮丽丝试图通过杀死任何艾米丽爱上的男人来报复她。在安妮丽丝被捕后，迪克向艾米丽透露了他的计划。她很不高兴迪克欺骗了她，但感谢他澄清她的名声。迪克之后提议与艾米丽和她的儿子一起生活，但她不想拥有一个有太多秘密的丈夫。
- 海伦娜·贝蒂内利(女猎手):迪克和海伦娜在一起巡逻以解决谋杀卧底警察的案件时时有过一夜情。迪克想要建立一个认真的关系，但海伦娜拒绝了，从那以后，两人便在个人和工作上保持着的友谊。海伦娜之后透露过，她最初和迪克的一夜情是为了更接近和学习蝙蝠家族的秘密，但之后却与他培养出了感情。在迪克成为蝙蝠侠之后，两人在追踪托马斯·艾略特（缄默）的一次行动中发生了亲吻，但随后只有尴尬的沉默。在新52中，海伦娜最初被认为是以及死去，但她其实一直以间谍身份为秘密组织工作。在迪克伪造了自己的死亡之后，她招募了迪克，并成为他的伴侣。在两人合作期间，海伦娜经常与迪克调情，尽管旋中谍不允许其成员过于亲密。在《格雷森》的末日未来特刊（发生在漫画故事当前的五年后）中，两人处于恋爱关系中。
- 海伦娜·韦恩(女猎手):平行宇宙地球-2上的布鲁斯·韦恩的女儿。 她和迪克在父亲去世后成为了伴侣，他们拥有着一种看似单纯的友谊的关系。 然而，后来却透露她已悄悄的爱上了他。
- 杰西·钱伯斯(杰西快客):强尼快客之女，由沃利·韦斯特介绍加入泰坦，迪克和杰西早期有过几次调情。 然而，当杰西拿此事取笑迪克时，迪克声称他与杰西之间没有任何其它关系。 他们之后一直有合作，迪克也有帮助训练她。
- 刘:迪克最早的伴侣之一是稍微年长的女人，名叫刘。当迪克发现她只是在用他去接近布鲁斯时，迪克结束了他们之间的联系。
- 卡拉·佐-艾尔(超级少女):超级少女对迪克有强烈的单相思，无论是在他作为夜翼还是蝙蝠侠时，甚至还会出乎意料的亲吻他。 然而，迪克似乎更多地认为他们的关系是单纯的友谊的。
  - 《美国正义联盟》第2辑第52期中，莱克斯·卢瑟用黑色的氪石光线照射她时，她身世里更黑暗的一面显露了出来。当作为蝙蝠侠的迪克时让她在正义联盟或犯罪集团之间做出选择，卡拉通过一个吻响应了他。
- 凯特·斯宾塞(猎人):在《蝙蝠侠：哥谭街头》中，她与迪克调情，并同意之后与他约会。
- 洛瑞·埃尔顿:迪克作为哈德逊大学的一名学生，与同为哈德逊的学生的警察局长女儿洛瑞·埃尔顿有恋爱关系。但当她看到迪克对同学遭受谋杀时表现出来的冷酷时，她就结束了两人的关系。
- 雷切尔·罗斯(渡鸦):迪克和他的少年泰坦中的队友渡鸦有过一段短暂的恋情。渡鸦在第一次经历自己的情绪时错误地认为她爱上了夜翼，并无意中利用自己的力量让他做出回应。在星火向渡鸦解释爱情与友谊之间的区别之后，他们的关系就此结束了。
- 莱雅·威斯特里:莱雅是乡巴佬马戏团的飞人艺术家，也是迪克的童年好友以及他的初恋，两人开始约会时莱雅最初只想要一个性伴侣。后来，莱雅与赛科结盟去杀死迪克，在迪克在乡巴佬马戏团发表演讲纪念飞翔的格雷森时，但当她发现赛科试图杀死马戏团的每一位成员和观众时，她背叛了他然后把自己交给了警察。后来，小丑从黑门监狱的牢房中解救了莱雅，给她注射了小丑毒液，并强迫她攻击了夜翼。迪克给她注射了解毒剂，但莱雅还是在迪克的怀里死去，并告诉他她为她所做的一切感到抱歉。
- 塞琳娜·凯尔(猫女):
  - 《夜翼》第52期中，夜翼和猫女试图偷一颗罕见的钻石时遇到了她。在这个过程中，她亲吻了他，并暧昧地建议他不要告诉蝙蝠侠。夜翼推断她是想让蝙蝠侠嫉妒，并以此为乐。
  - 在动画片《蝙蝠侠:动画系列》“同舟共济”一集中，猫女在偷了一枚阿根廷产的名贵祖母绿后，差点和夜翼私奔，但没有成功。这一集拥有着蝙蝠侠历史上为数不多的猫女和夜翼接吻的场景之一。
- 肖恩·曾(损毁者):曾是哥谭市的涂鸦艺术家和超级反派，后来在DC重生的《夜翼》中肖恩·曾搬到布鲁海文，并与迪克·格雷森开始发展恋情。
- 索尼娅·祖科:索尼娅是杀害迪克·格雷森父母的黑帮成员托尼·祖科斯的女儿。为了摆脱她父亲的阴影，她成为了一个合法的商人，她领导了GGM银行。她亲自参与了批准向迪克·格雷森提供GGM贷款的过程，在他们商业讨论的过程中，索尼娅和迪克开始了一段恋情。然而，当索尼娅向迪克透露她的父亲还活着时，两人的关系变得尴尬起来。最终，当迪克表现出重新与她联系的想法时，却在电视剧《邪恶永恒》中被犯罪集团抓获并曝光身份。
- 蒂芙尼·黑尔:曾经迪克·格雷森在马戏团中的恋人。父母去世后，格雷森作为罗宾与蝙蝠侠共同打击罪犯。多年后，格雷森参观了一个马戏团，并作为空中飞人与蒂芙尼·黑尔会面。后来他们相爱了。这是格雷森的初恋。

### 特里·麦金尼斯的感情生活
- 达娜·谭:汉密尔顿希尔高中的学生，达娜是特里·麦金尼斯的女友，后来成为了他的未婚妻。她常常为他经常突然消失的行为而烦恼，这也是他们在一起时多次分手的主要原因。两人在高中毕业后继续约会了15年，在某次意外中，她得知了特里蝙蝠侠的身份，但还是接受了他。她向特里透露，在她成为小丑帮国王的哥哥道格去世后不久，她就意识到了他的双重生活。在她哥哥去世一年后，特里和达娜分手了，但后来他们又复合了。他警告她，如果有人发现了他的秘密，她也会有危险。但是，出于对他忠诚，她拒绝离开他。当特里发现自己真正的血统后，他对自己的身份感到失望，并最终与戴娜分手，认为自己是“被诅咒的”。在直面过去之后，他决定照顾他所爱的人，并计划向达娜求婚。
- 梅勒妮·沃克(十):梅勒妮是皇家同花顺中最年轻的成员。她第一次见到特里是在一个俱乐部外面，他们在那里交谈，并安排第二天晚上在同一个地方约会。令她不满的是，皇家同花顺计划在当晚抢劫一个博物馆，在此期间他们被蝙蝠侠拦截。梅勒妮不知道蝙蝠侠的真实身份，就抓住了他，证明了自己是一个有能力的战士，但她最终还是被蝙蝠侠击败了。最终泰瑞发现了她的身份，在他救了她之后，他把她交给了当局。特里看到，她是一个可以从她的家人为她决定的犯罪生涯中拯救出来的人。有一段时间，梅勒妮与家人疏远了，离开了过去的犯罪生涯，过着普通的生活。梅勒妮从未发现特里和蝙蝠侠是同一个人。当特里问布鲁斯他是否遇到过像他和梅勒妮那样复杂的关系时，韦恩善意地暗指了他和塞琳娜·凯尔的关系。一年多以后，特里发现梅勒妮与他同在新哥谭大学上课。他们见了面，梅勒妮向他坦白她几个星期前见过他，但她不知道是否该跟他打招呼。特里问她是否已经和犯罪家庭团聚，她回答说她已经独自生活了一段时间，但特里似乎并不真的相信她。后来，作为蝙蝠侠的特里帮助梅勒妮打败了一些试图在街上袭击她的暴徒。
  - 在《正义领主》的平行世界中，特里·麦金尼斯和梅勒妮有一段恋情，他们都是小丑帮的成员。
- 玛丽安娜 /玛丽娜(海少女):玛丽娜是正义联盟中的一员，她对特里很友好，当他第一次被介绍给队伍时，玛丽娜邀请他去游泳。这些年来，两人的关系越来越亲密，也暗示了他们之间的某种吸引力。最初，玛丽安娜和特里的关系有些暧昧的，但后来发展成了一段良好的友谊，她现在是“战鹰”的恋人。
- 猫女:一位与塞琳娜·凯尔没有血缘关系的新猫女来到了新哥谭，她被新周末缄默雇佣来侦察蝙蝠侠特里·麦金尼斯。当特里第一次见到她时，在追逐她的过程中，他似乎很兴奋，说他一直想要一个猫女作为对手，蝙蝠侠和猫女应该是相辅相成的，但说她对他来说太难对付了，并很快甩开了他。缄默泄露了她的秘密，然后试图谋杀她，但幸运的是蝙蝠侠及时阻止了他。在特里受伤后，她在布鲁斯·韦恩的指导下帮助治疗蝙蝠侠的伤口。特里给了她一个吻以感谢她救了他的命。虽然刚开始和蝙蝠侠意见不合，但新猫女最终还是对他产生了好感。她后来和特里、迪克·格雷森一起对抗小丑帮。她的真实姓名并未被提及，但她透露自己是反派多倍体的女儿，并展示了她能创造出多达9个自己复制品的能力。

### 蒂姆·德雷克的感情生活
- 阿里安娜·泽尔琴科:阿里安娜第一次见到蒂姆(罗宾)是在他从俄罗斯黑帮手下救了她的父亲，后来也在阿里安娜被绑架时救了她。在她父亲去世后，阿里安娜和蒂姆迅速发展出了一段爱情，并最终成为蒂姆·德雷克第一个真正的女友。他们后来上了同一所学校，这使他们的关系经历了一些困难。当蒂姆开始和斯蒂芬妮·布朗合作时他们最终分手了，但他们仍然是朋友。
- 达拉·阿奎斯塔:一个哥谭黑帮老大的女儿，是提姆·德雷克在路易斯·E·格里夫纪念高中的同学。达拉早期表现出对蒂姆有兴趣。她起初认为蒂姆不敢约她出去，因为他与哥谭黑手党有牵连。达拉主动吻了提姆，但他告诉她他和斯蒂芬妮在恋爱，所以她以为他不喜欢她，她生气了并哭着走开。达拉后来被杀了，但以劳拉·费尔（术士之女）的新身份复活。
- 猞猁:第三个使用这个称呼的人，她被红罗宾抓获并揭开了面具。猞猁透露，她声称自己是一名香港的青少年卧底警员。在红罗宾从监狱释放猞猁之后，猞猁亲吻了他，这让他意识到他们之间有一种吸引力。
- 麦迪逊·佩恩:在新52的《末日未来》中，麦迪逊是一名军火商的女儿，哥伦比亚大学学生，她和男友卡尔·考科伦（蒂姆·德雷克的化名）生活在一起。在她发现卡尔实际上是前红罗宾蒂姆·德雷克后不久，她和他展开了一场对质，并因为不能信任他而和他分手。
- 掠夺者(罗斯·威尔逊):罗斯加入少年泰坦后，她醉醺醺地赤身裸体地躺在床上等着蒂姆·德雷克，企图勾引他。罗宾不仅拒绝了她，而且还给她戴上了手铐。
- 秘密(葛丽泰·海因斯):青少年超级英雄团队少年正义联盟的成员，在整个系列动画中暗恋着罗宾，并且经常为他的行为辩护并且毫无疑问地服从他的领导。她也表达过对罗宾的女朋友乱局者的嫉妒，他们两人甚至在哥谭市展开了一场战斗。
- 乱局者(斯蒂芬妮·布朗):斯蒂芬妮用乱局者这个名字，是为了破坏她罪犯父亲“解密师”的计划，并使他被蝙蝠侠和罗宾抓住。当罗宾（蒂姆）最终找到她的父亲时，乱局者加入了抓捕他的行列。乱局者帮助了罗宾完成任务后，他吻了她一下表示感谢。从那以后，她开始定期和罗宾一起在城里巡逻，并开始迷恋上他。他们俩共同合作，最终坠入爱河。尽管斯蒂芬妮之后发现怀上了她前男友的孩子，但两人最终还是发展成恋爱关系。然而，斯蒂芬妮仍然不知道罗宾的真实身份，因为蝙蝠侠禁止他向她透露。斯蒂芬妮生下孩子后，两人继续断断续续的关系，当蒂姆被迫放弃罗宾的身份时，她甚至继承了罗宾的绰号。之后斯蒂芬妮被黑面具折磨并杀害以寻找有关蝙蝠侠的信息。后来她出现在蒂姆面前，透露了莱斯利·汤普金斯伪造了她的死亡证明，她一直在非洲和莱斯利做志愿者工作。在DC重生的世界观中，他们再次处于恋爱关系。
- 塔姆拉·“塔姆”·福克斯:塔玛拉·塔姆是卢修斯·福克斯的女儿，被他的父亲要求追踪蒂姆的踪迹。在找到他后不久，塔姆被刺客联盟的成员绑架，并得知蒂姆就是红罗宾。在两人安全返回后，在试图摆脱记者对蒂姆秘密身份的怀疑时，塔姆声称她和蒂姆订婚了。在此之后，塔姆的假订婚被刊登在当地报纸上，导致很多哥谭的人认为塔姆和蒂姆是一对夫妻。虽然他们开始了一段真正的关系，在蒂姆伪造她父亲的死以打败一个恐怖组织后，最终塔姆还是和他分手了。
- 神奇少女(卡西·珊德马克):在她的前男友同为少年泰坦的超级小子去世一年后，卡西发现蒂姆试图复活超级小子。在两人心理脆弱的状态下，两人接吻了。之后他们有过短暂的交往，但并不成功。
  - 在《少年正义联盟:入侵》中，沃利·韦斯特的死促使神奇少女鼓起勇气接受了蒂姆的爱。神奇少女和蒂姆·德雷克在事件完结后不久成为一对夫妻。
- 佐恩·威尔金斯: 佐恩是蒂姆的同学，她和蒂姆拥有过一段恋情。蒂姆不得不假装需要接受数学辅导才能见到她。这段关系维持的时间并不长。

### 在其他媒体

#### 电影
- 蔡斯·梅里黛恩博士(妮可·基德曼饰):仅作为《永远的蝙蝠侠》的女主角出现过。基德曼描述这个角色是一个“穿的像杰西卡兔的犯罪心理学家”。当蒂姆·伯顿还是这部电影的导演时，在他的计划中迈克尔·基顿仍将扮演蝙蝠侠而蕾妮·罗素将饰演这个角色。然而，当执导过前两部蝙蝠侠电影的蒂姆·波顿在新片中退居制作人的行列，迈克尔·基顿决定不再扮演蝙蝠侠。乔·舒马赫担任新导演，决定拍摄一个更年轻的蝙蝠侠，当最终决定由方·基默出演时，罗素被认为对于这个新蝙蝠侠来说年纪过大。在罗宾·怀特·潘拒绝出演，珍妮·特里普里霍恩和琳达·汉密尔顿落选之后，妮可·基德曼顺利签约。蔡斯是一名犯罪心理学家，与哥谭市警察局一起工作，并爱上了蝙蝠侠和布鲁斯·韦恩。她帮助布鲁斯分析了由谜语人发送给他的一系列威胁，并且还见证了罗宾的父母被双面杀害。她被谜语人和双面人绑架后，被困在一个让蝙蝠侠在她和罗宾之间只能救一个的陷阱中。谜语人不知道蝙蝠侠和布鲁斯·韦恩是一个人，他想让蝙蝠侠在布鲁斯的爱人或自己的伙伴中只能拯救一个。蝙蝠侠破坏了谜语人的设备而救出了两人，她也得知了布鲁斯就是蝙蝠侠。蔡斯承诺为他的身份保密。她的名字玩了一个文字游戏;作为一个心理学家同时爱上蝙蝠侠和布鲁斯·韦恩，她总是在“追逐（Chase／chasing）”布鲁斯·韦恩/蝙蝠侠的心理“中间（Meridian／middl）”的平衡，试图将他的两个身份融合成一个完整的人。
- 瑞秋·道斯(凯蒂·霍尔姆斯/玛吉·吉伦哈尔饰):在《蝙蝠侠：开战时刻》，布鲁斯希望与他的童年朋友现任的助理地区检察官瑞秋交往。他从一名不想她被起诉的罪犯的袭击中拯救了她。她告诉他直到哥谭不再需要蝙蝠侠的一天他们才能在一起。在《蝙蝠侠：黑暗骑士》中，瑞秋与哈维·丹特成了恋人。她同意了丹特的求婚，并给布鲁斯·韦恩写了一张纸条告诉他她的选择：虽然她相信哥谭终有不再需要蝙蝠侠的那一天，但她不再相信会有一天布鲁斯不需要蝙蝠侠的身份。然而之后，小丑绑架了瑞秋和哈维并分别藏匿于两处，让蝙蝠侠无法同时去救他们。蝙蝠侠立即出发去救瑞秋，同时戈登和警察去救丹特。但小丑故意将瑞秋与丹特的位置说反，让两人救的对象相反。导致瑞秋在爆炸中死亡，而哈维意外地被蝙蝠侠救出但他半张脸被烧毁了，之后在小丑的蛊惑下转变成了双面人。阿尔弗雷德在布鲁斯跌入低谷后没有给他看这张纸条而是烧掉了它，想让布鲁斯继续相信瑞秋会选择他而振作起来。据说瑞秋这个角色有一部分设定是基于朱莉·麦迪逊而来。

#### 动画

##### 布鲁斯·韦恩的感情生活
- 安德列·博蒙特(错觉):在动画电影《蝙蝠侠大战幻影人》，布鲁斯和安德烈之间的大多数关系是通过闪回来讲述的。 在布鲁斯成为蝙蝠侠的斗争中，安德里亚是一个重要因素。 布鲁斯承认，在和安德里亚在一起时父母去世所产生的痛苦已经消解。 布鲁斯决定放弃他的誓言并向安德里亚求婚。 然而，安德里亚第二天就把戒指还给了布鲁斯并前往了欧洲。 直到电影故事发生，布鲁斯在影片中再次遇见安德里亚，并被发现她成为幻影人。 几十年后她由阿曼达沃勒聘请，以帮助创造一个新的蝙蝠侠。 她最初同意了，但后来离开了，因为她觉得这样做会侮辱蝙蝠侠所代表的理念。 她是以瑞秋·凯斯宾为基础创作的。
- 猎豹:在《正义联盟》中，猎豹是由莱克斯·卢瑟组织的对抗蝙蝠侠的恶棍团队的成员。 她独自一人去看蝙蝠侠，她告诉了她她的出身，以及她如何将自己视为一个怪人。 蝙蝠侠告诉她，他看到一个坚定的女人愿意为她所信仰的事业失去一切; 然后他们亲吻了。 蝙蝠侠实际上引诱她只是为了避免恶棍在那里引爆炸弹，炸弹最终在车站外爆炸。而之后卢瑟指责她是叛徒，向团队的其他成员展示了猎豹和蝙蝠侠接吻的录像带。 卢瑟命令所罗门·格兰迪处理掉猎豹，格兰迪将她拖出房间。
- 苏珊•马奎尔:《蝙蝠侠:动画系列》的“化学反应”一集中。苏珊首次出现在布鲁斯的朋友的婚礼上。 布鲁斯很快爱上了她， 婚礼结束后，在蜜月游轮上布鲁斯意识到苏珊“太”完美了，最终发现她其实是由毒藤女创造的植物混合体，毒藤想沉没游轮后杀死了韦恩和其他的富人，之后再继承他们的遗产。 当苏珊袭击布鲁斯时，他把她锁在自己的房间里，在毒藤女的植物把船弄沉没之后，她很可能淹死了。
- 玛格丽特·索罗(喜鹊):在《当心蝙蝠侠》中，喜鹊攻击一名科学家并擦除他的记忆，引起了蝙蝠侠的注意。喜鹊试图刺激蝙蝠侠，宣称因为他们同样黑色的服装设计使他们非常相似。 最终，她被蝙蝠侠制服和逮捕。 在蝙蝠侠在黑门监狱暗中拜访她时，他发现玛格丽特对蝙蝠侠陷入了痴迷。 她不知道，蝙蝠侠对玛格丽特从未接受过她所需要的心理帮助而表示同情。 看到在蝙蝠侠身边的武士刀，喜鹊认为这两个人正在恋爱之中，她决定杀死武士刀以让蝙蝠侠再次独自一人。 当蝙蝠侠拒绝她的提议后喜鹊被激怒了，之后她后来被两人合力击败了。
- 贝塔尼·芮雯克拉夫特博士:在《当心蝙蝠侠》中，贝塔尼是一名心理学家，以前曾在通过心理治疗犯罪分子方面做过实验。 在布鲁斯·韦恩成为她的病人以试图获取她前病人的信息时，喜鹊绑架了贝塔尼，但幸运的是蝙蝠侠拯救了她。 之后贝塔尼不再担任布鲁斯的心理医生，并且他们开始了约会。 她后来诱骗了韦恩陷入了刺客联盟所设的陷阱中，并被揭发与银猴结盟。 最后西瓦夫人将她的灵魂囚禁在武士刀的武器”夺魂者“中，她虽然还活着但只是一具行尸走肉。
- 艾娃·柯克:在《当心蝙蝠侠》中，是布鲁斯·韦恩的童年好友，理事会初代猎人保罗·柯克的女儿。在将她从一次袭击中拯救出来后，布鲁斯要求艾娃留在他家中过夜，这样她就可以安全了，但后来猎人们成功地从韦恩庄园绑架了她。蝙蝠侠，武士刀和保罗拯救了艾娃，后来保罗离开了他的女儿，因为他要离开去找到并击垮了理事会。保罗要求蝙蝠侠在他离开时保护艾娃。后来在一座医院中工作，曾给蝙蝠侠提供过医疗援助。
- 萨曼莎·凡纳瓦:出场于《蝙蝠侠大战罗宾》中，萨曼莎的家族和韦恩家族一样是哥谭维持了数百年的大家族。她于布鲁斯·韦恩约会并计划一起改善哥谭市。但她其实是猫头鹰法庭的首领，在暗中控制哥谭。但最后被她手下的利爪背叛杀死。
- 芭芭拉·戈登:在改编的动画版《致命玩笑》的原创剧情中，蝙蝠女孩与蝙蝠侠有过一段感情纠葛。除此之外，在《未来蝙蝠侠》中也暗示两人在《蝙蝠侠新冒险》的时间线后短暂约会一段时间。

### 迪克·格雷森的感情生活
- 帕米拉·莉莲·艾斯利(毒藤女):在真人电影《蝙蝠侠与罗宾》中，出现一个慈善舞会抢劫伊希斯钻石项链。用嘴唇上的精神控制毒素控制了罗宾。
- 扎坦娜·扎塔拉:在动画连续剧《少年正义联盟》中，迪克与扎塔娜在执行救援红龙卷的任务时开始调情。 在后来的剧集中，迪克以“我们有一段历史”解释了为何扎坦娜对他需要她的魔法项链没有多问问题。 配套漫画表明他们曾经约会过，并在两季动画之间的五年间分手。 然而，他们仍然是好友。
- 拉奎尔·埃尔文(火箭):在《少年正义联盟》的配套漫画中，拉奎尔给了迪克一个生日吻。 扎塔娜在评论迪克与所有前女友都能保持朋友关系时暗示拉奎尔就是其中之一。

## 其他配角
- 乔·齐尔:杀了布鲁斯的父母的抢劫犯。
- 哈丽特·库珀姑妈：迪克·格雷森的姨妈，出现在1960年代的蝙蝠侠漫画和电视剧中。
- 亨利·杜卡德：杜卡德是少数几位在漫画中不断出现的蝙蝠侠的老师之一，曾教过年轻的布鲁斯·韦恩的追捕艺术。 杜卡德模糊的道德观导致了后来与蝙蝠侠的分道扬镳。 在电影《蝙蝠侠：开战时刻》中，杜卡德也出现在韦恩的学习之路中，但后来证明他实际上是拉斯·阿勒古尔伪装的。
- 卢修斯·福克斯:韦恩企业和韦恩基金的负责人。在不同的设定中，卢修斯对布鲁斯的秘密了解层次不同;有一些故事中，他知道布鲁斯在做某些事，但不愿知道细节以进行推诿;在一些故事中他完全了解蝙蝠侠的身份，并给予大量支援。
- 托马斯·艾略特医生:一名优秀的整形外科医生。出生在哥谭市四大家族之一的埃利奥特家族中，其家族和韦恩家族是世交，从小就和布鲁斯·韦恩是朋友。想利用车祸谋杀了双亲，继承了他们的亿万财产，却被托马斯·韦恩救下了他的母亲，并在之后的日子里一直被偏执的母亲控制着生活的每一处细节。一直嫉妒着布鲁斯的父母双亡和所拥有的一切。之后化身缄默回到哥谭市报复布鲁斯。
- 雷格斯:无家可归的越南退伍军人，哥谭街头的流浪汉。 在20世纪80年代和90年代期间，这个角色经常出现在各种蝙蝠侠漫画中。 自20世纪90年代末后，该角色未再次出现过。
- 卡特·尼科尔斯教授：一位催眠师，他开发了一种“时间旅行催眠法”，在20世纪40年代和50年代为蝙蝠侠，罗宾甚至超人带来了许多时间旅行冒险故事。
- 达芙妮·潘尼沃斯:阿尔弗雷德·潘尼沃斯的侄女和威尔弗雷德·潘尼沃斯的女儿，短暂出现在1960年代末1970年代初的故事中。
- 西瓦夫人:作为世界上最可怕的刺客之一，西瓦夫人经常作为蝙蝠侠的敌人登场。 然而，在蝙蝠侠被贝恩断背之后，他去了西瓦夫人那里接受训练。
- 铜虎：本名本杰明·“本”·特纳，早年与师弟理查德·龙一起行侠仗义，并称龙虎双雄。后被刺客联盟洗脑成为一名刺客。是世界上最强的武术家之一，和理查德·龙、西瓦女士、蝙蝠侠齐名，曾徒手打败过蝙蝠侠数次。
- 莱斯利·汤普金斯医生:托马斯·韦恩的好友也是布鲁斯的教母。她在哥谭贫市里开了个义务小诊所给穷人治病。在《战争游戏》之后伪造了斯蒂芬尼的死亡。
- 爱丽丝·奇尔顿:布鲁斯韦恩失去父母后的保姆。 但只有阿尔弗雷德知道她其实是乔·齐尔的母亲。[9][10]
- 斯莱姆·布拉德利:斯莱姆·布拉德利是DC漫画最早的角色之一，在《侦探漫画》第一期里便已登场，之后加入了蝙蝠侠的世界观中，成为一位哥谭的私人侦探。 布拉德利的儿子名为小斯莱姆·布拉德利是哥谭的警察，曾与猫女塞琳娜·凯尔恋爱还生下了一个女儿海伦娜·凯尔。
- 自卫队员:一名杀人犯，首先困扰着夜翼之后又去与蝙蝠侠发生冲突。
- 锁定：最初是一个过分热心的自卫队员，在无主之地事件中，他控制了黑门监狱时。 然而，在无限危机期间，他被发现与恶棍一起行动。
- 鬼蟀:训练了蝙蝠侠的忍术，他也训练过刺客联盟的几名成员。
- 大卫·该隐:举世闻名的杀手，卡珊德拉·该隐的父亲。训练过布鲁斯·韦恩。
- 常朝:训练过布鲁斯·韦恩的日本黑帮杀手。
- 李楚琴:训练过布鲁斯·韦恩的功夫大师。

### 韦恩家族
布鲁斯·韦恩的祖先和亲人:
- 阿加莎·韦恩——布鲁斯·韦恩的阿姨。
- 艾伦·韦恩——所罗门·韦恩之子，布鲁斯·韦恩的高祖父。韦恩航运的创始人。在新52中，艾伦·韦恩是猫头鹰法庭的受害者之一。
- 凯瑟琳·范德恩——艾伦·韦恩的妻子和布鲁斯·韦恩的高祖母。她在产下肯尼斯·韦恩之后死去。
- 大流士·韦恩——布鲁斯·韦恩的祖先和参加过美国独立战争安东尼·韦恩的哥哥（漫画虚构）。他设计了韦恩庄园。
- 多萝西娅·韦恩——所罗门·韦恩的妻子，布鲁斯·韦恩的高曾祖母。
- 约书亚·韦恩——所罗门·韦恩的兄弟，艾伦·韦恩的叔叔，布鲁斯·韦恩的高曾祖叔。
- 玛莎·韦恩——布鲁斯·韦恩的母亲。她被乔·齐尔在抢劫中杀死。
- 末底改·韦恩——布鲁斯·韦恩的清教徒祖先，韦恩庄园中有他的画像。
- 纳撒尼尔·韦恩——他是布鲁斯·韦恩的祖先，韦恩家族的第一代。以锤骨兄弟的别名追捕和杀害女巫。正因为如此，韦恩家族被他烧死的一个名叫安妮的女巫所诅咒。
- 菲利普·韦恩——布鲁斯·韦恩的叔叔和托马斯·韦恩的弟弟。他在布鲁斯失去了他的父母之后的一段时间里照顾他。在新52中菲利普·韦恩是玛莎的弟弟。后来他在艾斯化工厂的战斗中牺牲了自己的生命来保护蝙蝠侠免受红头罩一号的伤害。
- 西拉斯·韦恩——一位银匠，他是布鲁斯·韦恩在1787年的祖先。
- 所罗门·韦恩——艾伦•韦恩的父亲，约书亚·韦恩的兄弟，多萝西娅的丈夫，布鲁斯·韦恩高曾祖父。在19世纪，他当过哥谭市的法官。他去世时享年104岁。
- 托马斯·韦恩——布鲁斯·韦恩的父亲。他被乔·齐尔在抢劫中杀死。
- 小托马斯·韦恩——在新52的故事背景下，小托马斯·韦恩被设定为布鲁斯·韦恩的弟弟。布鲁斯三岁时，母亲玛莎怀上了小托马斯。在猫头鹰法庭的陷害下，玛莎出了严重的车祸，直接导致孩子早产，神经系统受损，小托马斯出生后只存活了一个晚上。但被猫头鹰法庭找到并转化为利爪。
- 托马斯·韦恩——韦恩家族的第二代成员，赫特博士。
- 范·韦恩——布鲁斯·韦恩的被宠坏的富家子弟表哥。

### 在其他媒体上的其他配角
- 伊坦·班尼特警探——出现在《蝙蝠侠：动画系列》中，由史蒂夫·哈里斯配音。
- 爱伦·尹警探——出现在《蝙蝠侠：动画系列》中，由温明娜配音。
- 安吉拉·罗杰斯局长——出现在《蝙蝠侠：动画系列》中，由爱德华·詹姆斯·奥莫斯配音。
- 亚历山大·诺克斯——1989年的《蝙蝠侠》中，由罗伯特·乌尔饰演。
- 麦斯威尔·“马克斯”·埃克哈特警督——1989年的《蝙蝠侠》中，由威廉·霍金斯饰演。
- 弗莱德·斯塔克利——1995年的《永远的蝙蝠侠》中，由小艾德·博格里饰演。
- 李博士——1995年的《永远的蝙蝠侠》和1997年的《蝙蝠侠与罗宾》中，由迈克尔·保罗·陈饰演。
- 佩内洛普·“便士”杨博士——(出现在《蝙蝠侠:阿卡姆疯人院》中，由克里·莎莫配音)
- 伊曼·阿维斯塔特工——(出现在《蝙蝠侠：内敌》中，由埃米莉·奥布莱恩配音)

## 其他时间线中的人物
几个值得注意的平行宇宙或其他时间线上的任务:
- 未来蝙蝠侠（泰瑞·麦金尼斯）：平行世界的蝙蝠侠。在未来，年纪老迈的布鲁斯韦恩已不能担任蝙蝠侠，一名被小丑帮追杀的青年泰瑞·麦金尼斯在无意间发现布鲁斯韦恩就是蝙蝠侠，结果泰瑞被布鲁斯选定继任成新一代蝙蝠侠（后来在2017年版《未来蝙蝠侠》#9中解释到原本接任蝙蝠侠身份的应该是布鲁斯之子达米安·韦恩，然而达米安选择了回到刺客联盟，所以泰瑞才代替达米安成为了下一代蝙蝠侠）。新蝙蝠侠穿着高科技战衣，可以飞行、拥有各种装备，更加像一个有超能力的超级英雄。服装为全黑，无披风，中间蝙蝠标志改为红色。
- 蝙蝠侠(特拉诺)：祖尔-恩-阿最早也是白银时期的人物。他是祖尔-恩-阿星上的蝙蝠侠，形象与蝙蝠侠类似但是色调不一样，布鲁斯当年误闯这个星球，遇到了这个蝙蝠侠。他的本名叫做特拉诺，他称一直在观察蝙蝠侠在地球上的活动，受到启发，自己也扮成蝙蝠侠。由于祖尔-恩-阿星上的特殊元素，他拥有像超人一样的超能力。两位蝙蝠侠联手击败了入侵祖尔-恩-阿星的巨型机器人。布鲁斯临走时祖尔-恩-阿蝙蝠侠给了他一个蝙蝠电台作为纪念品。
- 哈维·哈里斯:哥谭的一名警探，训练过布鲁斯，曾与蝙蝠侠一起对抗过3K党。
- 凯莉·凯利:凯莉·凯利是历史上第一个女罗宾(虽然不是在主世界)，在1986年的《蝙蝠侠:黑暗骑士归来》中出场。在《蝙蝠侠:黑暗骑士再临》中凯莉成为猫少女，在《黑暗骑士III》中成为蝙蝠女孩。
- 海伦娜·韦恩:平行宇宙地球-2上的布鲁斯·韦恩和塞琳娜·凯尔的女儿。

## 引用
1. ↑  Beatty, Scott. . Dougall, Alastair  (编). . New York: Dorling Kindersley. 2008: 118. ISBN 0-7566-4119-5. OCLC 213309017.
2. ↑  Detective Comics #824
3. ↑  JLA #80
4. ↑  JLA #90
5. ↑  Blackest Night: Wonder Woman #2
6. ↑  Brave and the Bold volume 1 #166
7. ↑  Birds of Prey volume 1 issue 90
8. ↑  Superman/Batman #37-42
9. ↑  Batman #208 (January–February 1969)
10. ↑  Untold Legend of the Batman #1 (July 1980)